# Episodi di Pretty Little Liars (quinta stagione)
La quinta stagione della serie televisiva Pretty Little Liars, composta da 25 episodi, viene trasmessa a partire dal 10 giugno 2014 sul canale statunitense ABC Family.
In Italia, la prima parte della stagione (ep. 1-12) viene trasmessa dal 12 settembre al 28 novembre 2014, su Mya, canale pay della piattaforma Mediaset Premium. I restanti episodi (ep. 13-25) vengono trasmessi, dallo stesso canale, dal 20 marzo al 1º maggio 2015.
In chiaro viene trasmessa dal 27 giugno al 29 agosto 2015, su Italia 1.
Tyler Blackburn torna nel quinto episodio della stagione. Nei primi quattro episodi non viene accreditato come personaggio regolare. Dal sesto episodio in poi viene nuovamente inserito nel cast principale e accreditato. Holly Marie Combs e Chad Lowe ricompaiono come guest star.
| nº            | Titolo originale                            | Titolo italiano                         | Prima TV USA     | Prima TV Italia   |
| Prima parte   | Prima parte                                 | Prima parte                             | Prima parte      | Prima parte       |
| ------------- | ------------------------------------------- | --------------------------------------- | ---------------- | ----------------- |
| 1             | EscApe From New York                        | Fuga da New York                        | 10 giugno 2014   | 12 settembre 2014 |
| 2             | Whirly Girlie                               | Ragazze vivaci                          | 17 giugno 2014   | 19 settembre 2014 |
| 3             | Surfing the Aftershocks                     | Cavalcando l'onda emotiva               | 24 giugno 2014   | 26 settembre 2014 |
| 4             | Thrown From the Ride                        | Caduta libera                           | 1º luglio 2014   | 3 ottobre 2014    |
| 5             | Miss Me x 100                               | Bentornata a casa                       | 8 luglio 2014    | 10 ottobre 2014   |
| 6             | Run, Ali, Run                               | Corri, Ali, corri                       | 15 luglio 2014   | 17 ottobre 2014   |
| 7             | The Silence of E. Lamb                      | Il silenzio dell'innocente              | 22 luglio 2014   | 24 ottobre 2014   |
| 8             | Scream for Me                               | Grida il mio nome                       | 29 luglio 2014   | 31 ottobre 2014   |
| 9             | March of Crimes                             | La marcia del crimine                   | 5 agosto 2014    | 7 novembre 2014   |
| 10            | A Dark Ali                                  | Il lato oscuro di Ali                   | 12 agosto 2014   | 14 novembre 2014  |
| 11            | No One Here Can Love or Understand Me       | Nessuno mi ama o mi capisce, qui        | 19 agosto 2014   | 21 novembre 2014  |
| 12            | Taking This One to the Grave                | Porterò il mio segreto nella tomba      | 26 agosto 2014   | 28 novembre 2014  |
| Seconda parte |                                             |                                         |                  |                   |
| 13            | How the a Stole Christmas                   | Come "A" rovinò il Natale               | 9 dicembre 2014  | 20 marzo 2015     |
| 14            | Through a Glass, Darkly                     | Alibi oscuro                            | 6 gennaio 2015   | 20 marzo 2015     |
| 15            | Fresh Meat                                  | Carne fresca                            | 13 gennaio 2015  | 27 marzo 2015     |
| 16            | Over a Barrel                               | Con le spalle al muro                   | 20 gennaio 2015  | 27 marzo 2015     |
| 17            | The Bin of Sin                              | Il magazzino dell'orrore                | 27 gennaio 2015  | 3 aprile 2015     |
| 18            | Oh, What Hard Luck Stories They All Hand Me | Oh, che storie penose mi rifilano tutti | 3 febbraio 2015  | 3 aprile 2015     |
| 19            | Out, Damned Spot                            | Via, via macchia dannata                | 10 febbraio 2015 | 10 aprile 2015    |
| 20            | Pretty isn't the Point                      | Il punto non è la bellezza              | 17 febbraio 2015 | 10 aprile 2015    |
| 21            | Bloody Hell                                 | Sangue maledetto                        | 24 febbraio 2015 | 17 aprile 2015    |
| 22            | To Plea or Not to Plea                      | Patteggiare o non patteggiare           | 3 marzo 2015     | 17 aprile 2015    |
| 23            | The Melody Lingers On                       | La melodia persiste                     | 10 marzo 2015    | 24 aprile 2015    |
| 24            | I'm a Good Girl, I Am                       | Sono una brava ragazza, davvero         | 17 marzo 2015    | 24 aprile 2015    |
| 25            | Welcome to the Dollhouse                    | Benvenute nella casa delle bambole      | 24 marzo 2015    | 1º maggio 2015    |

## Fuga da New York
- Titolo originale: EscApe from New York
- Diretto da: Norman L. Buckley
- Scritto da: I. Marlene King

### Trama
La puntata comincia pochi minuti dopo l'incidente di Ezra: Aria è in lacrime vedendo che il ragazzo viene portato all'ospedale, dove i medici le dicono che la sua è una situazione molto grave e che quindi non sanno se riusciranno a salvarlo.
Intanto, Alison vede l'ambulanza allontanarsi e sopra vi nota A che, nascostosi, riesce quindi a scappare e a raggiungere Ezra per primo. Subito dopo, le ragazze si recano all'ospedale per avere notizie del professore, che ancora non si è risvegliato dopo l’intervento. Qui, le Liars escogitano un piano per smascherare A una volta per tutte e porre fine a quell’assurda storia, almeno fino a quando Ezra non si risveglierà e non rivelerà loro la vera identità di A. Le ragazze dicono quindi ad Aria di restare con Ezra, mentre loro quattro cercheranno di smascherare da sole lo stalker.
Il piano, finalmente, comincia: Alison esce allo scoperto, cercando A per catturarlo, così lei e lo stalker si incontrano fuori dall’ospedale e pertanto la ragazza scappa in un parchetto isolato. Dopo che Ali si ritrova sola, con A dietro di lei, che le dice che ormai è finita, arrivano improvvisamente Hanna, Spencer ed Emily, che dicono allo stalker che l'hanno finalmente trovato e che adesso lo smaschereranno, ma anche A ha organizzato un piano: all’improvviso, sbucano fuori dal nulla altre persone vestite da A, che poi scappano via tutte assieme all'arrivo della polizia.
Fallito il piano delle ragazze, Alison decide di partire per nascondersi di nuovo, ma le sue amiche la fermano dicendole che, quando Ezra si risveglierà, sarà tutto finito.
Nel frattempo, Shana giunge in ospedale, dicendo ad Aria che Ali le ha chiesto di andare lì con lei per tenerle compagnia.
Aria, più tardi, mentre si trova in stanza con Ezra, nota che lui si è risvegliato e che sta provando a parlarle, ma il ragazzo si affatica troppo e quindi occorre l'intervento dei medici, che lo sedano.
Nel mentre, Alison e le altre ragazze si nascondono in un teatro che appartiene alla famiglia di Ezra, teatro dove lui portava Ali quando i due si frequentavano. Qui, le ragazze si addormentano e CeCe fa irruzione nel teatro per incontrarsi di nascosto con Alison. All'insaputa di Hanna, Emily e Spencer, Ali si allontana con CeCe, che le confida di essere nei guai e dunque di dover scappare. Alison la vuole proteggere, in quanto le due sono legate da una profonda amicizia, e le consegna quindi il biglietto aereo e il passaporto con il nome di Vivian con il quale sarebbe dovuta scappare lei. Alla fine, CeCe si reca in aeroporto, prende l'aereo e vola a Parigi.
Ezra si riprende e riesce finalmente a parlare con Aria che, avvicinando l'orecchio alla bocca del professore, sente le parole "è qui, è qui". La ragazza non ci mette molto a capire che la persona di cui parla Ezra è Shana, che nel frattempo è scappata e si è recata da Alison per farla fuori. Ali, che si trova ancora con le ragazze nel teatro, rimane sorpresa nel vederla. Shana dice loro di essersi innamorata sul serio di Jenna e che Alison gliela stava portando via, perché molto probabilmente la ragazza crede che Ali sia la persona che da sempre minaccia Jenna, quindi ora vuole vendicarsi. Shana ha in mano una pistola e prova a uccidere le ragazze, ma da dietro sbuca fuori Aria che, facendo cadere Shana dal palco del teatro, la uccide.
La puntata si conclude con la polizia che scopre il corpo senza vita di Shana.
- Guest star: Torrey DeVitto (Melissa Hastings), Aeriél Miranda (Shana Fring), Brendan Robinson (Lucas Gottesman), Brant Daugherty (Noel Khan), Vanessa Ray (CeCe Drake), Nolan North (Peter Hastings), Lesley Fera (Veronica Hastings), Sean Faris (Gabriel Hoolbrook) Lindsey Shaw (Paige McCullers).

## Ragazze vivaci
- Titolo originale: Whirly Girlie
- Diretto da: Joanna Kerns
- Scritto da: Oliver Goldstick

### Trama
Aria è ancora sconvolta per tutto quello che è successo a New York, ma insieme alle ragazze convince Alison a recarsi dalla polizia di Rosewood per raccontare tutta quanta la sua storia.
Ali, alla fine, va alla centrale, dove però racconta una storia differente rispetto a quella che aveva raccontato alle Liars quando erano a teatro: si inventa infatti di essere stata rapita e tenuta segregata in una cantina da un uomo misterioso. Quando le ragazze lo scoprono, Spencer va su tutte le furie e inizia a credere che Alison le stia ancora una volta manovrando come burattini.
Si scoprirà, nel corso della puntata, che Ali ha mentito alla polizia per proteggere Aria. Infatti, mentre la ragazza era al commissariato, qualcuno le ha scritto un messaggio anonimo intimandole di non parlare. A quel punto, le ragazze si domandano chi possa averlo scritto, in quanto A, ovvero Shana, è morta.
Alison torna finalmente a casa, con lo stupore misto alla felicità del padre e alla quasi indifferenza del fratello Jason, che con il suo comportamento fa insospettire molto le Liars.
Spencer ed Emily, una notte, subito dopo il ritorno di Ali a casa, trovano Jason intento a ripulire il sedile posteriore della sua auto. Jason, successivamente, butta qualcosa nel cestino dei rifiuti, che viene prontamente recuperato da Spencer: la ragazza vi trova dentro la carta di un fast food, grazie alla quale capisce che, la notte in cui Alison è tornata, lui era a New York, al contrario di come aveva precedentemente detto loro.
Jason però non è l'unico ad aver mentito, infatti Toby torna da Spencer, dicendole che si era recato a Londra e aveva bussato all'appartamento di Melissa, ma che con gran sorpresa aveva risposto Wren, il suo ritrovato fidanzato, dicendogli che la ragazza non si era mai recata a Londra. Melissa, tuttavia, qualche ora prima, in centrale, aveva affermato di essere appena tornata da Londra.
Alison si reca, di notte, al cimitero, davanti alla sua lapide, dove incontra Mona. Ali le dice di essere cambiata, ma Mona, non credendole, le rivela che il messaggio anonimo ricevuto in commissariato gliel'ha inviato proprio lei.
Mentre Emily, Hanna e Aria si trovano a casa di Spencer, sentono il nuovo cane di Alison abbaiare. Una volta uscite in giardino, le ragazze notano una mano spuntare dal terreno: è quella di Jessica, la madre di Ali.
- Guest star: Keegan Allen (Toby Cavanaugh), Sean Faris (Gabriel Holbrook), Drew Van Acker (Jason DiLaurentis), Lesley Fera (Veronica Hastings), Laura Leighton (Ashley Marin), Cody Allen Christian (Mike Montgomery), Jim Abele (Kenneth DiLaurentis), Andrea Parker (Jessica DiLaurentis), Aeriél Miranda (Shana Fring).

## Cavalcando l'onda emotiva
- Titolo originale: Surfing the Aftershocks
- Diretto da: Chad Lowe
- Scritto da: Joseph Dougherty

### Trama
Dopo il funerale della madre di Alison, Spencer cerca di capire a chi fosse indirizzata l'e-mail trovata da Hanna nella quale Jessica aveva scritto "non posso più proteggerti" a un indirizzo sconosciuto, la notte stessa in cui è scomparsa e poi morta.
Aria scopre da Mona che Ezra è tornato a Rosewood dopo il ricovero in ospedale a New York e pertanto decide di andarlo a trovare, per concordare con lui la versione dei fatti fornita da Ali alla polizia.
Nel frattempo, Emily e Hanna decidono di scoprire che cosa ci sia nella casa a Philadelphia dove Jason si era precedentemente recato; una volta arrivate sul luogo, capiscono che non può essere stato lui a uccidere la madre, perché si trovava proprio lì la notte dell'omicidio.
Nel tornare da Philadelphia, Hanna ripensa al cambiamento fisico e di personalità a cui l'ha indotta Mona nel periodo successivo alla scomparsa di Alison e comprende di non essere più se stessa.
Spencer mostra l'e-mail scritta da Jessica a Jason, che sta per partire per andarsene nuovamente da Rosewood. Egli le comunica che non sa per chi fosse, ma lascia intendere a Spencer di non fidarsi di suo padre, Peter. Spencer rimane perplessa, comunica la notizia alle amiche e attende il ritorno del padre a casa. Quando Peter arriva, i due iniziano a discutere sulla mail, ma prontamente interviene Melissa che, dopo aver strappato il foglio con sopra il testo della mail, chiede al padre se sia giunto il momento di coinvolgere anche Spencer nella faccenda. L’uomo rifiuta categoricamente e manda la figlia minore nella propria stanza, senza che venga rivelato cosa lui e Melissa nascondano.
Aria torna a far visita a Ezra per comunicargli che Shana è morta e che è stata proprio lei a ucciderla.
La puntata termina con Hanna che, dopo essere stata dalla parrucchiera, si intravede essere cambiata nell'aspetto.
- Guest star: Ian Harding (Ezra Fitz), Torrey DeVitto (Melissa Hastings), Chloe Bridges (Sydney Driscoll), Lindsey Shaw (Paige McCullers), John O'Brien (Arthur Hackett), Drew Van Acker (Jason DiLaurentis), Nolan North (Peter Hastings), Jim Abele (Kenneth DiLaurentis).

## Caduta libera
- Titolo originale: Thrown from the Ride
- Diretto da: Janice Cooke
- Scritto da: Maya Goldsmith

### Trama
Da quando Ali è tornata a Rosewood, sta cercando di riprendere il suo vecchio ruolo di leader del gruppo, ma ben presto si rende conto che le sue quattro amiche non sono più disposte ad assecondare ciecamente ogni suo capriccio come facevano una volta.
Oltre a sentire addosso la pressione di Alison, Aria, Emily, Hanna e Spencer si sentono anche sotto i riflettori, a scuola, dal momento che sono al centro delle attenzioni di tutti. Mentre alcuni compagni di scuola sono morbosamente curiosi di sapere cosa sia successo ad Ali, altri invece sono più concentrati nel prepararsi per il suo ritorno a scuola.
Nel frattempo, la depressione di Aria riguardo alla morte di Shana continua a crescere a dismisura e la ragazza cerca conforto da una fonte inaspettata.
Spencer, intanto, viene a sapere da Alison che Jessica è stata uccisa con delle pillole che, invece di alzare la pressione già bassa della donna, l'hanno abbassata ulteriormente, provocandone la morte. Poco dopo, Spencer troverà le stesse pillole a casa sua, quindi si insospettirà ancor di più sulla figura paterna.
Hanna, mentre prova dei vestiti in un camerino, ne indossa un paio ed esce dal negozio senza pagarli, proprio come faceva una volta con Mona.
Paige si reca a casa di Emily per avvertirla di stare lontana da Alison, la quale attirerà diverse vendette da parte di coloro che, per tanti anni, furono beffeggiati da lei.
La puntata si conclude con Aria che decide di dormire da Spencer, dopo aver resistito all'idea di dormire da Ezra, e con Peter che dice alla figlia che la madre resterà per un breve periodo in una spa, perché stressata dagli ultimi eventi, primo fra tutti il ritrovamento del corpo di Jessica nel loro giardino.
- Guest star: Ian Harding (Ezra Fitz), Brandon W. Jones (Andrew Campbell), Brendan Robinson (Lucas Gottesman), Lesley Fera (Veronica Hastings), Nolan North (Peter Hastings), Lindsey Shaw (Paige McCullers), Chloe Bridges (Sydney Driscoll), Jim Abele (Kenneth DiLaurentis), Aeriél Miranda (Shana Fring), Michael Rothhaar (dott. Cassano).

## Bentornata a casa
- Titolo originale: Miss Me x 100
- Diretto da: Norman L. Buckley
- Scritto da: I. Marlene King

### Trama
Jenna torna a Rosewood perché ha scoperto che Shana è stata assassinata.
Ali torna finalmente a scuola, dove in passato si era fatta molti nemici, i quali sono pronti al suo ritorno e carichi per la loro vendetta, pianificata per far scappare Alison da Rosewood, stavolta per sempre.
Arrivata nella Rosewood High School, Ali si incontra con le sue quattro amiche e con una marea di studenti che sono pronti a vederla tornare a scuola, ma la ragazza sa bene come gestire la situazione e quindi cerca subito di fare ammenda con coloro che aveva trattato male in passato. Alla fine, Alison e le sue quattro migliori amiche, che sembrano essere diventate nuovamente le sue marionette, entrano a scuola, cominciando una normale giornata di lezioni.
Veronica torna a Rosewood e chiede a Spencer di preparare i bagagli per andare via da casa, informandola che si sta separando dal marito e che vuole portarla con sé, perché non si fida più di Peter, che sta loro mentendo sulla notte in cui Jessica venne uccisa. Le due si trasferiscono quindi, momentaneamente, in un albergo lussuoso e cercano di condurre le loro vite il più normalmente possibile.
Intanto, Alison chiede a Emily di poter restare a dormire da lei, dato che il padre sarà via per lavoro e la ragazza non vuole rimanere a casa da sola. Emily, ovviamente, accetta subito, allora Ali torna a casa sua per prendere alcune cose, ma capisce che qualcuno la sta seguendo. La ragazza decide di nascondersi in chiesa, dove incontra Mona, che le intima di andarsene da Rosewood, perché potrebbe distruggerla, ma Alison le risponde a tono, dicendole che, se volesse ridurla nuovamente una sfigata, ci riuscirebbe senza troppi problemi. A questo punto, Mona le dà uno schiaffo e Ali risponde allo stesso modo, ferendola a una guancia, per poi andarsene. Dopodiché, Alison chiama le sue amiche e racconta loro che Mona le ha tirato uno schiaffo.
In seguito, Hanna incontra Caleb, tornato in città dopo la strana faccenda di Ravenswood, mentre Mona si incontra con Jenna e Sydney Driscoll, una ragazza da poco giunta in città, che è diventata, dopo la morte di Shana, il nuovo “cane guida” della cieca.
Giunge intanto la notte e, mentre Aria decide di restare a dormire da Ezra, Alison ed Emily cominciano a baciarsi appassionatamente, dato che la bionda sembra finalmente ricambiare i sentimenti che Emily da sempre prova per lei. Nel frattempo, Aria fa l'amore con Ezra, capendo che ancora lo ama.
Il giorno dopo, le cinque amiche si ritrovano a scuola, dove un gruppo di ragazzi sta aspettando Ali, poiché Mona ha fatto vedere a tutti il video in cui la DiLaurentis le dà uno schiaffo. Questo gesto riporta Alison a essere odiata da tutti e anche le Liars si arrabbiano con lei per non aver detto loro tutta la verità riguardo all'incontro con Mona.
Intanto, Emily cerca di far incontrare Ali e Paige, sperando che le due possano rappacificarsi, visto che Paige è stata vittima di bullissimo, anni addietro, da parte di Alison, ma le due ragazze si rendono conto di non essere ancora pronte. Ali cerca quindi di farsi perdonare da Emily, provando a baciarla; Em, però, essendo arrabbiata con lei, non accetta.
Alison, accendendo la televisione, apprende che hanno finalmente identificato la ragazza sepolta al posto suo e quindi chiama le amiche, dicendo loro di ritrovarsi tutte a casa di Emily al più presto. A questo punto, arrivano Hanna e Caleb, Spencer e Toby e Aria ed Ezra. Poco prima dell’inizio del notiziario, Aria dà la mano a Ezra, Toby a Spencer, Hanna a Caleb ed Emily ad Ali.
Comincia la conferenza stampa: le autorità annunciano che la ragazza uccisa al posto di Alison si chiama Bethany Young, una giovane paziente del Radley scappata dalla struttura la stessa notte della sua morte. A un certo punto, alla fine della conferenza, una vetrata della casa di Emily scoppia e pertanto i ragazzi scappano subito in giardino, terrorizzati. Poco dopo, scoprono che A ha messo degli esplosivi in tutto il vicinato, arrivando a distruggere anche la ex casa di Toby, in cui al momento vivono i suoi genitori insieme a Jenna.
La puntata si conclude con i cellulari di tutte e cinque le ragazze che squillano contemporaneamente: A è tornata.
- Guest star: Ian Harding (Ezra Fitz), Tammin Sursok (Jenna Marshall), Tyler Blackburn (Caleb Rivers), Keegan Allen (Toby Cavanaugh), Chloe Bridges (Sydney Driscoll), Laura Leighton (Ashley Marin), Lesley Fera (Veronica Hastings), Lindsey Shaw (Paige McCullers), Luke Kleintank (Travis Hobbs), Brendan Robinson (Lucas Gottesman).

## Corri, Ali, corri
- Titolo originale: Run, Ali, Run
- Diretto da: Norman Buckley
- Scritto da: Jonell Lennon

### Trama
Le Liars ricevono un messaggio da A: "Vi sono mancata, stronzette?". Nel frattempo, la ex casa di Toby continua a esplodere, fino a venir demolita del tutto, lasciando vetri e detriti sparsi ovunque. Spencer pensa quindi che A si sia fatta un riposino e che ora abbia finalmente deciso di risvegliarsi, lasciando intendere che Shana non era mai stata il loro stalker.
Mentre la cittadina di Rosewood prova a ritornare alla normalità, le Liars sono lontane dallo star bene dopo l'ultimo incidente avvenuto loro.
Alison comincia a riconsiderare la sua scelta di tornare a casa e pensa alla possibilità di scappare, ma Aria, Emily, Hanna e Spencer sono determinate a tenerla al sicuro a Rosewood e a scoprire chi e che cosa c'è dietro all'ultimo incidente.
Nel frattempo, anche Caleb comincia a ripensare al suo ritorno, mentre Ezra si immerge nelle sue ricerche riguardo a Bethany, per trovare delle risposte e aiutare così le Liars.
I problemi tra i genitori di Spencer finiscono quando uno di loro viene obbligato a lasciare la casa per il bene di tutti, mettendo però Spencer in una scomoda situazione.
Una connessione tra Bethany e la signora DiLaurentis porterà al Radley le Liars, che metteranno a punto il loro prossimo piano: Aria farà volontariato e inizierà a lavorare lì, al fine di ottenere maggiori informazioni.
Alison riceve un messaggio da A: "Ho seppellito tua madre nello stesso modo in cui l'ho guardata seppellire te", lasciando intendere che la donna dal velo nero, ovvero la Vedova Nera, presente al funerale della DiLaurentis, è la mancata assassina di Alison che, quella fatidica notte, l'aveva colpita con una pietra alla testa. Inoltre, essa potrebbe anche essere l'assassina di Jessica, la quale rappresenta una connessione tra i due incidenti.
Verso l'apice dell'episodio, A attacca Ali in casa sua e la soffoca con le mani, quasi uccidendola; le due lotteranno fin quando non arriverà Emily a salvare Alison. Dopo che A ha tentato di strangolare la ragazza, a quest'ultima arriverà un altro messaggio minatorio: "Vedi quanto è facile per me ucciderti? Se lasci Rosewood, succederà. -A".
L'episodio termina con la Vedova Nera che manda dei fiori e un biglietto di condoglianze ai genitori di Bethany.
- Guest star: Ian Harding (Ezra Fitz), Lindsey Shaw (Paige McCullers), Tyler Blackburn (Caleb Rivers), Luke Kleintank (Travis Hobbs), Lesley Fera (Veronica Hastings), Nolan North (Peter Hastings), Roma Maffia (Linda Tanner), Reggie Austin (Eddie Lamb).

## Il silenzio dell'innocente
- Titolo originale: The Silence of E. Lamb
- Diretto da: Joshua Butler
- Scritto da: Bryan M. Holdman

### Trama
Aria inizia a lavorare come volontaria al Radley e rapidamente trova qualche indizio: un disegno di un mostro fatto da Bethany quando era lì in terapia. Purtroppo, però, la ragazza incontra un intoppo quando si scontra con una paziente piuttosto aggressiva: Big Rhonda, che potrebbe essere la chiave per quello che le Liars stanno cercando. Infatti, Big Rhonda e Bethany sono state in camera assieme, per un breve periodo, per questo motivo Big Rhonda capisce che qualcuno ha rubato il disegno che tempo prima aveva fatto Bethany, incolpando proprio Aria.
Emily prova a riallacciare i rapporti con una sconvolta Paige, dopo lo scherzo col ratto morto recentemente fattole a scuola.
Cercando ancora risposte, Spencer prende in prestito un po' dell’attrezzatura da spia di Ezra, per poter controllare meglio le mosse di Melissa.
Intanto, Hanna entra in contrasto quando Ali e Caleb si provocano in un feroce testa a testa, mentre Emily cerca sostegno nelle sue amiche quando sua madre, Pam, invita Alison e le ragazze a cena a casa loro. Hanna sarà però la sola a unirsi a Emily e Ali, poiché Aria rimane bloccata al Radley e Spencer continua con la sua iniziativa di seguire le mosse di Melissa. Hanna, a ogni modo, durante la cena si ubriaca e quindi Emily si ritrova costretta a cacciarla.
Ezra chiede ad Aria se abbia visto Eddie Lamb al Radley durante i suoi turni di volontariato, perché i due uomini avevano un appuntamento, ma Eddie non si è mai presentato.
Hanna incontra per caso Sydney al bar e le rivela accidentalmente, a causa della sbronza, che lei, Aria, Emily e Spencer si trovavano a New York quando è stata uccisa Shana.
Aria, Spencer ed Emily sono colte di sprovvista quando A manda a tutte, tranne che a Hanna, un messaggio riguardante Alison e le sue recenti azioni.
L'episodio termina con A che apre la lettera di invito alla festa di fidanzamento di Ella, scattandole una foto, per poi richiuderla di nuovo, come se non fosse mai stata aperta.
- Guest star: Ian Harding (Ezra Fitz), Tyler Blackburn (Caleb Rivers), Nia Peeples (Pam Fields), Torrey DeVitto (Melissa Hastings), Chloe Bridges (Sydney Driscoll), Reggie Austin (Eddie Lamb), Ambrit Millhouse (Big Rhonda).

## Grida il mio nome
- Titolo originale: Scream for Me
- Diretto da: Bethany Rooney
- Scritto da: Oliver Goldstick e Maya Goldsmith

### Trama
Il messaggio ricevuto dalle altre Liars rende colpevole Hanna di aver spifferato a qualcuno che la notte in cui Shana è stata uccisa loro erano a New York e non a Philadelphia, come invece avevano dichiarato alla polizia.
Alison, con la scusa dell'assenza del padre, chiede di andare a vivere momentaneamente da Hanna, nonostante quest'ultima inizi a mostrarsi insofferente e mal disposta nei confronti dell'amica appena tornata dal Regno Dei Morti. Infatti, Hanna inizia a ubriacarsi per ore e ore ogni giorno, a causa del malcontento in cui vive, spesso anche in compagnia di Caleb, iniziando così ad avere conflitti con le altre Liars, soprattutto con Aria, che sarebbe la più coinvolta se si scoprisse che, la notte in cui è morta Shana, loro erano a New York.
Zack, il futuro marito di Ella, inizia a fare delle avance sessuali a Hanna, oltre a darle anche qualche palpatina. La ragazza decide quindi di rivelarlo ad Aria, ma quest'ultima va su tutte le furie, dando la colpa all'amica.
Toby rivela a Spencer che si è iscritto alla scuola di polizia di Harrisburg, per diventare un agente e quindi proteggerla dagli attacchi di A. All'inizio, Spencer è un po' sorpresa, ma alla fine accetta la nuova situazione, anche a causa dell'ultimo incidente avvenuto.
Alison viene torchiata dalla polizia, che non crede alla sua storia riguardo al presunto rapimento, perciò ingaggia Noel per fingere di essere colui che l'ha rapita. Noel si introduce quindi in casa di Hanna e spaventa Ali, la quale si fa poi difendere dalla signora Marin, al solo scopo di riapparire come la vittima della situazione.
Spencer ed Emily si recano al maneggio di cui ha parlato Big Rhonda ad Aria per cercare indizi su Crema, il cavallo regalato a Bethany dalla signora DiLaurentis, ma una volta giunte sul posto trovano solamente il cap da equitazione di Melissa. Le ragazze tornano a casa dopo che A le ha chiuse nel box di un cavallo imbizzarrito a causa del temporale, il quale ha ferito, con un calcio, Spencer all’occhio.
La puntata si conclude con A che ruba una scatola dal nascondiglio segreto di Spencer.
- Guest star: Keegan Allen (Toby Cavanaugh), Tyler Blackburn (Caleb Rivers), Laura Leighton (Ashley Marin), Chloe Bridges (Sydney Driscoll), Holly Marie Combs (Ella Montgomery), Roma Maffia (Linda Tanner), Steve Talley (Zack), Ambrit Millhouse (Big Rhonda), Sarah Zinsser (infermiera Lisa), Lee Roy Kunz (Declan).

## La marcia del crimine
- Titolo originale: March Of Crimes
- Diretto da: Chad Lowe
- Scritto da: Oliver Goldstick e Maya Goldsmith

### Trama
Le ragazze sono molto arrabbiate con Alison per l'inganno che ha architettato in casa Marin e pertanto iniziano a dubitare della sua lealtà.
Hanna continua a bere alcol per sopportare la presenza di Ali in casa sua, ma viene presto scoperta dalla madre. Anche Spencer si preoccupa per lei e pertanto cerca di far rigare dritto Caleb, con cui Hanna si ubriaca spesso.
Emily diventa la nuova vice-allenatrice delle Sharks, la sua ex squadra di nuoto.
Jenna, nel frattempo, è tornata a scuola.
Grazie alla visita di Spencer dall'oculista, a causa dell'incidente con il cavallo, le ragazze scoprono che Sydney, la nuova ragazza della squadra di nuoto allenata da Emily, fa il doppio gioco fingendosi loro amica, per poi raccontare tutti i loro segreti a Jenna.
Emily scopre che Noel possiede delle foto e delle registrazioni di quando Alison era creduta morta, che tiene come assicurazione per sé stesso, in caso debba provare che la ragazza non è mai stata rapita. Successivamente, Emily riesce a rubare le chiavi della macchina di Noel e a sottrargli queste informazioni, alcune fotografie e un registratore avanzato, facendole poi nascondere a Spencer, che però viene scoperta da Noel.
La polizia, soprattutto il nuovo tenente, Linda Tanner, interroga continuamente le ragazze, cercando di farle confondere.
Aria non ce la fa più a mantenere il segreto sul comportamento di Zack e alla fine confessa alla madre che il suo futuro marito ci ha provato con Hanna, portando così la donna a porre fine al loro fidanzamento.
Caleb va al bar per affrontare Zack, scoprendo che l'uomo ci ha provato con Hanna a causa di un bigliettino scritto da A, in cui sembra che sia stata proprio la ragazza a fare il primo passo.
Quella sera stessa, la signora Marin accompagna Alison al distretto di polizia, dove è appena stato catturato un uomo che si dichiara colpevole del rapimento della ragazza. Durante l’interrogatorio, l'uomo misterioso racconta esattamente la versione del rapimento inventata da Ali.
La puntata si conclude con A che ascolta la registrazione di Alison mentre racconta del suo rapimento ai poliziotti.
- Guest star: Tammin Sursok (Jenna Marshall), Chloe Bridges (Sydney Driscoll), Tyler Blackburn (Caleb Rivers), Chad Lowe (Byron Montgomery), Brant Daugherty (Noel Kahn), Holly Marie Combs (Ella Montgomery), Laura Leighton (Ashley Marin), Steve Talley (Zack), Roma Maffia (Linda Tanner), Jake Weary (Cyrus Petrillo), Brian Letscher (Coach Mazzara).

## Il lato oscuro di Ali
- Titolo originale: A Dark Ali
- Diretto da: Arlene Sanford
- Scritto da: Lijah J. Barasz

### Trama
Alison è al distretto di polizia: la tenente Tanner insiste con la ragazza affinché riconosca l'uomo appena catturato, Cyrus Petrillo, come suo rapitore. Le altre Liars, però, credono che sia tutto un piano di A per portare Ali a incolpare l'uomo e, successivamente, sbugiardarle sulla storia del rapimento.
Spencer, intanto, inizia a credere che Melissa abbia rubato la registrazione in cui Alison racconta del finto rapimento dal suo nascondiglio segreto e che l'abbia poi data a Cyrus per fingersi il rapitore di Ali e dunque collaborare con A.
Aria è sempre più preoccupata che la faccenda di New York venga a galla, inoltre è dispiaciuta per la fine del fidanzamento della madre con Zack e litiga con Ezra per tenerlo lontano dagli intrighi di Alison.
Le ragazze convincono Ali a dire alla polizia che Cyrus è innocente, ma la ragazza racconta a Emily che, in realtà, conosce l'uomo: ci aveva convissuto in un seminterrato abbandonato durante gli anni della sua fuga, poi lui le aveva rubato tutto quello che aveva, provocandole una brutta ferita sulla gamba.
Emily comincia a pensare che A stia usando Cyrus in modo da mettere Alison e le quattro Liars con le spalle al muro.
Melissa rivela a Spencer che lavora per Mona, perché vuole far capire alla sorella che Alison non è cambiata affatto. Inoltre, le suggerisce di partire con lei, dato che Rosewood non è più un posto sicuro per nessuno.
Hanna scopre che Mona è ancora attrezzata come A e che spia le mosse della polizia e delle ragazze. Si viene così a sapere che Alison ha denunciato Cyrus, ma l'uomo viene comunque rilasciato per un soffio. A questo punto, Hanna, Emily, Spencer e Aria capiscono di non potersi più fidare di Ali e meditano su come tagliare i ponti con lei, per evitare di essere trascinate in guai peggiori.
 In realtà, alla fine si scopre che è stata la stessa Alison, travestita da Vivian Darkbloom, ad aver ingaggiato Cyrus e ad aver montato tutta quella messinscena, minacciando poi l’uomo di poterlo ricattare.
Infine, Melissa fa una registrazione video in cui, dopo aver detto a Spencer che lei e le sue amiche non sono affatto al sicuro, inizia a confessare tutte le trame che ha ordito durante gli anni.
Al termine della puntata, A piega i suoi soliti indumenti neri, tra cui spunta un vestito somigliante a quello di Spencer.
- Guest star: Ian Harding (Ezra Fitz), Tyler Blackburn (Caleb Rivers), Torrey DeVitto (Melissa Hastings), Holly Marie Combs (Ella Montgomery), Roma Maffia (Linda Tanner), Jim Abele (Kenneth DiLaurentis), Jake Weary (Cyrus Petrillo).

## Nessuno mi ama o mi capisce, qui
- Titolo originale: No One Here Can Love or Undestand Me
- Diretto da: Larry Reibman
- Scritto da: Joseph Dougherty

### Trama
Aria, Hanna, Emily e Spencer decidono di confessare tutta la verità alla polizia, in modo tale da poter tagliare i ponti con Alison e le sue bugie una volta per tutte ma, mentre sono in procinto di entrare al distretto, A manda loro un video in cui dimostra di avere altre prove, per esempio una foto di Ali all'ospedale quando Hanna si era rotta la gamba, per screditare la confessione delle ragazze, dimostrando che loro sapevano da tempo che l’amica era viva.
Alison, nel frattempo, viene portata via da suo padre, nonostante A le avesse intimato di non lasciare la città; tutto questo trambusto insinua dubbi nelle altre ragazze.
Hanna inizia a pensare che Ali si sia messa d'accordo con A o che sia A lei stessa.
Nel frattempo, Emily chiede aiuto a Ezra per avere maggiori informazioni su Cyrus, scoprendo così un frammento di un video in cui Alison e l’uomo sono insieme davanti a uno sportello bancario.
A casa Montgomery, intanto, la situazione si fa pesante: Mike è tornato insieme a Mona, ma Aria non accetta la cosa e quindi rivela i suoi dubbi sulla ragazza di Mike al padre.
Una sera, Aria si reca al cinema con la sua famiglia e, una volta arrivata, trova anche Mona: la ragazza decide quindi di affrontarla, prima provocandola e sussurrandole una frase misteriosa all'orecchio, poi chiarendo finalmente la sua posizione con la ex stalker.
La tenente Tanner cerca ancora dei collegamenti tra le cinque amiche e Bethany, così una sera si reca a parlare col padre di Aria, insinuando che, molto presto, una delle ragazze racconterà tutta la verità, incastrando le altre quattro: tutte pensano subito che a tradirle sarà proprio Alison.
Hanna è sempre più preoccupata per Caleb, che continua a bere perché non riesce a dormire. Spencer fa quindi in modo di far parlare il ragazzo con Toby e, dopo lunghe esitazioni, alla fine Caleb confessa a Hanna di aver visto il mondo dell'aldilà a Ravenswood.
Toby entra finalmente nel corpo di polizia come cadetto, una mossa che servirà ad aiutare le ragazze nelle loro ricerche.
Emily è pentita di aver allontanato Paige a causa di Alison e tenta di fare pace con lei, ma ormai è troppo tardi, perché la ragazza esce già con un'altra.
Alla fine, Melissa invia alla sorella il video in cui confessa di essere stata lei stessa a seppellire viva Bethany, credendo che fosse in realtà Alison, perché vestita con il suo stesso top giallo: in questo modo, avrebbe protetto Spencer, poiché la credeva responsabile di aver colpito Ali alla testa con una pala.
Al termine dell'episodio, il giardino della casa di Caleb si riempie di lucciole, che nel suo racconto su Ravenswood rappresentano le anime dei morti che se ne vanno.
- Guest star: Ian Harding (Ezra Fitz), Lindsey Shaw (Paige McCullers), Keegan Allen (Toby Cavanaugh), Tyler Blackburn (Caleb Rivers), Torrey DeVitto (Melissa Hastings), Chad Lowe (Byron Montgomery), Roma Maffia (Linda Tanner), Cody Allen Christian (Mike Montgomery).

## Porterò il mio segreto nella tomba
- Titolo originale: Taking This One to the Grave
- Diretto da: Ron Lagomarsino
- Scritto da: I. Marlene King

### Trama
L'episodio inizia il giorno del Ringraziamento con Hanna, Emily, Ezra e Aria radunati davanti a una casa nella quale è avvenuto un omicidio. Hanna sta piangendo e a un tratto Emily e Aria ricevono un messaggio da parte di A con scritto: "È tutta colpa vostra". Dopodiché, la vicenda si sposta a 36 ore prima.
Mona riceve la visita di Hanna, Spencer, Aria ed Emily, le quali le chiedono aiuto, in quanto sanno che lei è l'unica che, da sempre, è riuscita a tener loro testa, pertanto incaricano la ragazza di scoprire cosa Alison stia progettando contro di loro. Mona, in un primo momento, rifiuta, ma successivamente si rifugia in camera sua e decide di chiamare Lucas, per indire una riunione straordinaria con tutti coloro che sono stati presi in giro da Ali nel corso degli anni. Arrivata alla riunione, però, Mona vi trova solamente Lucas, il quale le dice che Alison è riuscita a farla passare per pazza dinanzi agli occhi di tutti coloro che prima erano dalla sua parte.
Il giorno seguente, Mona convoca le Liars e racconta loro le ultime novità apprese sul conto di Ali: la ragazza ha deciso di sottoporsi alla macchina della verità. Successivamente, Mona si chiude in bagno e riesce a reperire tutti i documenti possibili sulla prova della macchina della verità di Alison, grazie anche all'aiuto di Lucas.
 Nel pomeriggio, Mona convoca nuovamente le Liars a casa di Spencer e fa vedere loro i video della confessione di Ali, che chiarisce di non avere nulla a che fare con Bethany, raccontando anche della litigata avvenuta con Spencer la notte in cui lei scomparve, nel tentativo di incastrarla per l'omicidio di Bethany. Scioccate dalla confessione di Alison, le ragazze, grazie all'aiuto di Mona e Caleb, decidono di recarsi in serata al Radley, per poter reperire alcune informazioni riguardanti un presunto collegamento tra Ali e Bethany. Fortunatamente, le quattro amiche riescono a recuperare le informazioni e le documentazioni necessarie e, inoltre, Spencer e Mona scoprono che Jessica aveva avuto una relazione clandestina con il padre di Bethany. Tuttavia, non appena Spencer e Mona escono dal Radley, Toby, seduto in macchina ad aspettarle, rimane vittima di un investimento da parte di un altro veicolo e pertanto si rompe una gamba.
Il giorno seguente, mentre Paige va ad avvisare le ragazze che Alison sta progettando qualcosa di molto grosso con il suo nuovo esercito, per poter distruggere definitivamente Mona e le Liars, arriva la polizia, che annuncia l'arresto di Spencer.
Qualche ora più tardi, Mona chiama Aria e, dopo che quest'ultima le ha detto dell'arresto di Spencer, la ragazza le assicura che ora ha tutte le prove necessarie per poter dimostrare che Ali sia A. Tuttavia, una figura coi capelli biondi, lunghi e incappucciata entra in casa e uccide la Vanderwaal.
Hanna, Emily, Aria ed Ezra arrivano a casa di Mona, ma trovano le pareti sporche di sangue. Una volta arrivati al piano di sopra, Hanna inizia a urlare dalla disperazione. Poco dopo, arriva sulla scena la polizia, che annuncia che, nonostante non sia stato ritrovato il cadavere, Mona Vanderwaal è stata sicuramente uccisa, data l'elevata quantità di sangue presente sulla scena del crimine. Mentre Aria, Emily e Hanna, accompagnate rispettivamente da Ezra, Paige, Caleb e dalla madre di Mona, ovvero Leona, iniziano a piangere, Alison, di nascosto, assiste soddisfatta alla scena, per poi andarsene.
La puntata termina con la visione del corpo di Mona, il quale è stato preso da A e riposto in un bagagliaio.
- Guest star: Ian Harding (Ezra Fitz), Keegan Allen (Toby Cavanaugh), Tyler Blackburn (Caleb Rivers), Brendan Robinson (Lucas Gottesman), Lindsey Shaw (Paige McCullers), Sean Faris (Gabriel Holbrook), Jim Titus (Barry Maple), Sydney Penny (Leona Vanderwaal), Melanie Casacuberta (Cindy), Monica Casacuberta (Mindy).

## Come "A" rovinò il Natale
- Titolo originale: How the a stole Christmas
- Diretto da: I. Marlene King
- Scritto da: I. Marlene King e Kyle Bown

### Trama
Natale è ormai alle porte, ma le ragazze, in particolar modo Hanna e Spencer, non lo avvertono minimamente: la prima è infatti ancora sconvolta per la morte di Mona, mentre la seconda, dopo esser stata accusata dell'omicidio di Bethany, è fuori su cauzione. Come se non bastasse, Alison ha organizzato un Ballo d'Inverno, che è considerato da Aria soltanto un modo per rimarcare la sua superiorità come "Reginetta del ballo". La discussione delle ragazze viene improvvisamente interrotta da un avvocato, l'esecutore testamentario di Mona: quest'ultima ha lasciato a Hanna una serie di schizzi di casa DiLaurentis, dove sono indicati tutti i possibili nascondigli di Ali e, in allegato, vi è anche una lettera, che invita Hanna a "non mollare" e a lottare fino alla fine, proprio come ha fatto Mona. L'obiettivo delle ragazze diviene quindi ora quello di trovare una prova per cui Alison avrebbe ucciso Bethany, scagionando così Spencer. In quel momento, tutte le Liars ricevono un messaggio da parte di A, in cui c’è scritto: "-A va in vacanza, anche voi dovreste".
Nel frattempo Ali, in sogno, riceve la visita di una serie di spettri, primo fra tutti quello di sua madre, che la invita a prestare attenzione perché lei ha molte cose da mostrarle. Lo spirito introdotto dalla signora DiLaurentis è quello di Mona, con cui Alison rivive la sua infanzia e, in particolar modo, il momento in cui, durante un Natale passato, trovò due pacchetti, per due bambine, assolutamente identici: quando la madre la vide, la convinse a dire al padre che aveva trovato solamente un pacchetto.
Tornando al presente, il piano escogitato dalle Liars prevede di introdursi in casa di Ali durante il Ballo d’Inverno, per cercare delle prove sfruttando le carte di Mona.
Al ballo, le Liars insieme a Ezra, Caleb e Paige osservano l'entrata trionfale di Alison, accompagnata da quattro ragazze mascherate, che si riveleranno poi essere Cindy e Mindy, due gemelle un tempo bullizzate da Ali, Jenna e Sydney.
Spencer e Hanna lasciano la festa per recarsi a casa di Alison, mentre Aria ed Emily sorvegliano proprio quest'ultima, che però sfugge alla loro vista e si incontra in gran segreto con CeCe.
Ben presto, però, sia Toby (che con la gamba ingessata è rimasto in casa Hastings a sorvegliare i movimenti di Hanna e della sua ragazza) che Spencer si rendono conto che le due amiche non sono sole, in casa DiLaurentis: A, armato di coltello, è anch'egli in casa di Alison e si sta dirigendo al piano superiore, verso Hanna, ignara di tutto. Lo stalker, alla fine, raggiunge la ragazza e la colpisce, lasciandola svenuta a terra. Da casa DiLaurentis, però, Hanna riesce a recuperare una lettera che prova che Ali e Bethany non solo si conoscessero, ma anche che Alison l'avesse addirittura invitata a Rosewood per il weekend del Labor Day.
Il giorno di Natale, le ragazze e i rispettivi fidanzati si ritrovano a casa di Spencer, per festeggiare e cenare tutti insieme mentre, dall'esterno, vengono osservati da Ali.
La puntata si conclude con il gruppo di amici attirato fuori casa, i quali si ritrovano infine davanti a un albero di Natale e a una scritta illuminata: "Buon Natale, stronzette. -A"
- Guest star: Ian Harding (Ezra Fitz), Tyler Blackburn (Caleb Rivers), Keegan Allen (Toby Cavanaugh), Lindsey Shaw (Paige McCullers), Tammin Sursok, (Jenna Marshall), Sean Faris (Gabriel Holbrook), Andrea Parker (Jessica DiLaurentis), Brendan Robinson (Lucas Gottesman), Vanessa Ray (CeCe Drake), Chloe Bridges (Sydney Driscoll), Isabella Rice (Piccola Alison), Melanie Casacuberta (Cindy), Monica Casacuberta (Mindy), Charles Carpenter (James Neilan).

## Alibi oscuro
- Titolo originale: Through a Glass, Darkly
- Diretto da: Chad Lowe
- Scritto da: Joseph Dougherty e Lijah J. Barasz

### Trama
Tre mesi più tardi, si tengono i funerali di Mona, senza però il suo corpo nella bara.
Nel frattempo, la polizia non è minimamente vicina ad arrestare Alison e, pertanto, Spencer ed Emily cercano di incastrarla mettendo i suoi capelli sulla scena del crimine, ovvero casa Vanderwaal, ma nel mentre scoprono delle telecamere che hanno filmato l'omicidio di Mona. Dopo che il nastro in questione viene mostrato a Jason dalla polizia, il ragazzo dice la verità sull'alibi di Ali: al momento dell'omicidio di Mona, la sorella non era a casa con lui, pertanto la ragazza viene arrestata.
Emily lotta con il fatto che Paige, non sentendosi più al sicuro, stia lasciando Rosewood, e pertanto cerca di convincerla a rimanere, dato che Alison è stata arrestata, ma la ragazza se ne va comunque.
La polizia collega la morte di Bethany a quella di Mona e il procuratore distrettuale getta le accuse contro Spencer.
Hanna aiuta la madre di Mona in qualsiasi modo possibile, mentre entrambe piangono per la morte della ragazza.
Nel frattempo, dopo che tutte le domande universitarie di Aria sono state respinte, la ragazza chiede aiuto a Caleb per infiltrarsi nei vari database dei college e scoprire se è stata respinta a causa sua o di A, ma lo stalker la attacca e le ruba il computer contenente i risultati.
Alla fine, mentre le Liars sognano una nuova vita senza minacce, dato che Alison adesso è in prigione, partono verso il cielo dei fuochi d'artificio e alcuni di essi finiscono per formare una lettera: la A.
- Guest star: Ian Harding (Ezra Fitz), Keegan Allen (Toby Cavanaugh), Tyler Blackburn (Caleb Rivers), Lindsey Shaw (Paige McCullers), Cody Allen Christian (Mike Montgomery), Drew Van Acker (Jason DiLaurentis), Sydney Perry (Leona Vanderwaal), Roma Maffia (Linda Tanner), Meg Foster (Carla Grunwald), Nolan North (Peter Hastings).

## Carne fresca
- Titolo originale: Fresh Meat
- Diretto da: Zetna Fuentes
- Scritto da: Oliver Goldstick e Maya Goldsmith

### Trama
Toby si scontra con Alison al penitenziario femminile di Chester County e la ragazza lo avverte che le quattro Liars saranno le prossime ad andare in prigione, a meno che A non le uccida prima.
Più tardi, Toby trova un coltello che apparteneva alla sua famiglia nel cortile di Mona, mentre perlustrava la zona con la polizia, quindi lo racconta a Spencer e a Caleb, che accettano di far finta di non sapere nulla al riguardo. All'insaputa di Toby, però, Spencer e Caleb si recano a casa di Mona e rubano il coltello, poi i due ragazzi decidono di bruciarlo in un forno della scuola d’arte ma, mentre Spencer controlla i corridoi, qualcuno chiude Caleb nel forno a una temperatura altissima e solamente l'intervento repentino della ragazza riesce a salvarlo.
Volendo tentare di lasciarsi Paige alle spalle, Emily convince Ezra, ora nuovo proprietario del bar dove sono solite riunirsi le ragazze, il Brew, intento a organizzare la serata di inaugurazione, a lasciarle preparare il menù per l'evento. Dopo che le abilità culinarie di Emily si rivelano insufficienti, Ezra assume una cuoca di nome Talia Sandoval.
Ezra dice ad Aria che lei potrebbe essere stata scartata dalla Talmadge a causa della sua ex ragazza, Jackie, in servizio come dirigente ammissioni lì. Nel disperato tentativo di entrare in un qualsiasi college, la Liar scrive una storia inventata su Ezra nella lettera d’ammissione per l’università, rammaricandosi di aver avuto un rapporto con lui e che questo fatto l’abbia portata a perdere molte attività tipicamente adolescenziali. Con sua sorpresa, la lettera alla fine convince Jackie, che le invia una e-mail di benvenuto alla Talmadge.
Hanna inizia a cercare il detective Holbrook che, da quanto ha detto Toby, è andato in congedo per curare il padre malato, ma scopre che l'uomo è da parecchio tempo che non vede il figlio.
 Dopo essere stata scossa da delle budella saltate fuori da un orsacchiotto trovato nella sua auto, Hanna visita Ali al penitenziario femminile e le impone di smetterla di perseguitarle. Alison, allora, le risponde che ci ha già rinunciato da tempo, rivelandole che lei stava aspettando Cyrus, quando Mona è stata assassinata, sostenendo però che non poteva dirlo alla polizia, altrimenti avrebbe dimostrato che la sua storia circa il rapimento era falsa. Cyrus, però, non si è mai presentato al loro appuntamento e Ali crede che sia stata tutta opera di A, che le ha teso una trappola per incastrarla.
 Hanna torna a casa leggermente sconvolta, giusto in tempo per vedere Jason, nuovo capo di Ashley da quando Jessica è morta, uscire dalla camera da letto della madre.
Alla fine, Ali in carcere riceve un messaggio misterioso che dice: "Le tue amiche ti raggiungeranno presto."
- Guest star: Ian Harding (Ezra Fitz), Tyler Blackburn (Caleb Rivers), Keegan Allen (Toby Cavanaugh), Laura Leighton (Ashley Marin), Drew Van Acker (Jason DiLaurentis), Paloma Guzman (Jackie Molina), Miranda Rae Mayo (Talia Sandoval), Will Bradley (Jonny Raymond).

## Con le spalle al muro
- Titolo originale: Over a Barrel
- Diretto da: Michael Grossman
- Scritto da: Bryan M.Holdman

### Trama
Hanna parla con la madre riguardo a ciò che ha visto la sera prima, ma Ashely evita il discorso.
Aria, intanto, riceve uno strano messaggio da parte del detective Holbrook, che le dà appuntamento al Grill alle ore 12. Una volta arrivata sul posto, però, la ragazza incontra solo Jason e così i due parlano dell'arresto di Alison, pranzando insieme. Alla fine, il ragazzo confida ad Aria che la polizia sospetta che Ali abbia un complice e che, secondo lui, qualcuno all'interno del distretto ha contraffatto il risultato della macchina della verità della sorella.
Spencer, che come tutte le ragazze aveva ricevuto precedentemente un messaggio dal telefono di Mona, si reca insieme a Caleb nel luogo da cui esso è stato inviato: i due scassinano quindi una porta ed entrano in un condotto dell'aria per accedere al luogo misterioso. Una volta dentro, capiscono di essere finiti in una specie di magazzino, dove trovano il computer di Mona e, insieme a esso, dei sacchetti con dentro i vestiti insanguinati della ragazza. I due pensano anche che, nel barile piazzato nel centro della stanza, ci possa essere il corpo della Vanderwaal. Poco dopo, però, Toby scopre Spencer e Caleb intenti a indagare, pertanto si arrabbia molto con la sua ragazza.
Hanna incontra il pastore Ted, da poco tornato in città dopo una missione umanitaria, per parlare con lui della madre; Ted allora le confida che desidera sposarla. Tornata a casa, la ragazza affronta nuovamente Ashley circa quello che ha visto qualche sera prima.
Quando Ted chiede finalmente ad Ashley se vuole sposarlo, lei gli risponde chiedendogli del tempo per pensarci, così lui se ne va. Ashley e Hanna, a quel punto, parlano del fatto che Ted dovrebbe sapere la verità su quanto successo tra la donna e Jason.
Caleb, poco dopo, raggiunge Hanna e le comunica di aver scoperto il nome di chi ha affittato il magazzino dove era stato precedentemente con Spencer: Hanna Marin.
La puntata finisce con A nell'ufficio di Holbrook che, senza alcun problema, accede al pc del detective.
- Guest star: Ian Harding (Ezra Fitz), Tyler Blackburn (Caleb Rivers), Keegan Allen (Toby Cavanaugh), Drew Van Acker (Jason DiLaurentis), Laura Leighton (Ashley Marin), Edward Kerr (Ted Wilson), Miranda Rae Mayo (Talia Sandoval), Will Bradley (Jonny Raymond).

## Il magazzino dell'orrore
- Titolo originale: The Bin of Sin
- Diretto da: Tripp Reed
- Scritto da: Jonell Lennon

### Trama
Caleb e Hanna avvisano le altre Liars che il magazzino è stato affittato a nome della ragazza e Aria pensa subito che quel fatto sia una prova che Alison voglia incastrare l’amica per mandarla in carcere. Hanna, di conseguenza, vorrebbe andare al magazzino per sbarazzarsi di tutte le prove lì presenti, come anche del barile che le ragazze pensano contenga i resti di Mona. Le altre Liars, però, le sconsigliano di toccare qualsiasi cosa contenuta lì dentro, in quanto sarebbe inquinamento delle prove.
 Alla fine, Caleb dice alla ragazza che entrerà nel sistema del deposito di cui fa parte il magazzino corrompendo i file, in modo tale che il nome dell’affittuario non possa essere fatto risalire a Hanna.
A casa sua, intanto, Hanna è alla ricerca di un paio di guanti resistenti agli agenti chimici online, quando Ashley la raggiunge al piano di sotto. La madre le dice che ha parlato con Ted, l’altra sera, il quale si è scusato con lei per non essersi fatto sentire durante la sua missione umanitaria; Ashely aggiunge inoltre di non avergli detto nulla riguardo a Jason. Hanna, però, non è d'accordo con tutto questo e pensa invece che Ted meriti di sapere la verità.
Alla stazione di polizia di Rosewood, nel frattempo, Toby vorrebbe leggere il fascicolo personale di Alison, ma Spencer lo raggiunge, interrompendolo, e gli dice che ha bisogno di parlare con lui in privato, solo che il ragazzo, arrabbiato, le sussurra che non avrebbe dovuto inquinare le prove insieme a Caleb. Spencer, allora, gli dice che lei pensa che Hanna stia per fare qualcosa di veramente stupido e che quindi ha bisogno del suo aiuto per fermarla ma, prima che la ragazza possa spiegarsi ulteriormente, la tenente Tanner interrompe i due e chiede a Spencer come mai non sia a scuola; la ragazza, a quel punto, si precipita fuori dal commissariato.
Successivamente, Toby dice alla Tanner che pensa che Holbrook abbia manipolato la prova della macchina della verità di Ali, ma la donna controbatte dicendo a Toby che, se vuole mantenere il suo posto di lavoro, dovrà immediatamente interrompere le indagini sul suo superiore.
Ezra si presenta a casa di Aria e la ragazza gli comunica che l'hanno accettata alla Talmadge poi, anche se inizialmente titubante, gli mostra la lettera che ha scritto per convincere Jackie ad accettarla all’università, quindi si scusa con lui. Ezra, però, non è affatto arrabbiato e, al contrario, le risponde che ha fatto la mossa giusta per entrare al college, insistendo sul fatto che non gli importa di quello che Jackie potrebbe pensare del loro rapporto.
Caleb si ferma a casa di Hanna per dirle che è riuscito a corrompere i file che attestavano che il magazzino fosse stato affittato a suo nome, ma la ragazza continua a volersi sbarazzare del suo contenuto. Caleb, allora, asseconda Hanna e decide di aiutarla.
 Una volta dentro al magazzino, i due scoprono che in esso è rimasto solo il barile, arrivando a sospettare che Holbrook, considerato ormai da tutti il complice di Ali, potrebbe averlo lasciato lì perché troppo pesante da trasportare.
Nel frattempo, dopo una soffiata anonima, la Tanner e Toby si recano al magazzino sospetto, dove successivamente si imbattono in Hanna e Caleb, il quale mente loro, dicendo che lui e la ragazza sono alla ricerca di un magazzino da affittare, visto che sta ultimando il trasloco e ha troppi scatoloni sparsi nella nuova casa. Alla fine, i due fidanzati si precipitano fuori, rendendo la Tanner molto sospettosa.
Intanto, A attira Emily, Aria e Spencer in una fabbrica di gelati abbandonata. Qui, Spencer trova un computer portatile all'interno di una cella frigorifera, sul quale è in corso la riproduzione video di Hanna e Caleb che pianificano come entrare nel magazzino. Aria, poco dopo, raggiunge Spencer e guarda anche lei il video presente sul computer; a quel punto, A approfitta della distrazione delle due Liars e le chiude nella cella frigorifera, azionando l’azoto liquido. Fortunatamente, Emily sente le grida d’aiuto delle due amiche, quindi accorre in loro soccorso e le aiuta a uscire.
Al magazzino, la Tanner e Toby aprono il barile, dal cui interno fuoriesce una puzza strana. Il tenente, esaminando il contenuto del barile, dice a Toby di andare a chiamare una squadra speciale di agenti, poi fa per andarsene, quando improvvisamente nota una goccia di sangue sul pavimento.
Ezra regala ad Aria un diario per congratularsi con la ragazza per l'entrata alla Talmadge, poi le dice che ci sono avventure incredibili, in attesa per lei, al college, quindi le consiglia di non perdersele come ha fatto invece al liceo, a causa sua. In poche parole, Ezra tenta di lasciare Aria per il suo bene, la quale cerca invece di convincerlo a non farlo, ma il ragazzo ribatte dicendole che una piccola parte di lei deve pur credere a quello che ha scritto in quella lettera. I due giovani, non sapendo cosa fare, alla fine entrano in una situazione di stallo.
Al Brew, Emily è al telefono con Hanna e le dice che non è più sicura del fatto che Holbrook sia l'aiutante di Ali. Proprio in quel momento, Talia entra nella stanza e così la ragazza riaggancia.
 Emily, successivamente, si scusa con la cuoca per averle in precedenza rovinato un piatto a cui stava lavorando ma, a quel punto, Talia le dice di non preoccuparsi e le dichiara i suoi sentimenti.
Dopo aver discusso con Spencer, Hanna va a casa di Caleb e lo informa che Holbrook ha registrato la loro conversazione e che quindi sapeva che i due stavano andando al magazzino; lei pensa che sia solo una questione di tempo, prima che Holbrook invii il video alla Tanner, in modo tale che il tenente la possa arrestare. Alla fine, Hanna si scusa per non aver ascoltato le sue amiche e per aver messo Caleb nei guai.
Spencer è sdraiata sul divano di casa sua, quando improvvisamente Toby la chiama; a quel punto, lei gli chiede cosa ci fosse nel barile, ma il ragazzo si rifiuta di dirglielo.
A fine puntata, scopriamo che A ha conservato i vestiti insanguinati e il telefono di Mona.

## Oh, che storie penose mi rifilano tutti
- Titolo originale: Oh, What Hard Luck Stories They All Hand Me
- Diretto da: Joseph Dougherty
- Scritto da: Joseph Dougherty

### Trama
Spencer non ha ancora ricevuto aggiornamenti sul barile trovato nel magazzino, visto che lei e Toby, praticamente, non si parlano più. Inoltre, la ragazza è preoccupata dopo aver litigato con Hanna, visto che l’amica aveva precedentemente accusato Toby di non averla avvertita del suo arrivo al magazzino con la Tanner. A quanto pare, però, Hanna alla fine capisce che Spencer aveva ragione e così le due fanno pace.
Veronica decide di aiutare gli avvocati difensori di Alison come consulente strategico, giusto per tenere fuori dai guai la figlia, così, davanti a tutta la cittadina di Rosewood, ma soprattutto davanti alle Liars, prende in consegna il fascicolo del caso.
Holbrook torna inaspettatamente a Rosewood e le Liars cercano di capire che cosa succederà ora, visto che lo considerano ancora l’aiutante di Ali.
Nel frattempo, a Rosewood, arriva un’amica di vecchia data di Mona, Leslie Stone, che fa subito preoccupare le Liars. In effetti, questa Leslie si dimostra molto strana e misteriosa, per cui le ragazze decidono di tenerla d’occhio.
Spencer si ritrova a casa sua da sola e, casualmente, trova la borsa di sua madre Veronica sul tavolo della cucina. La ragazza ne approfitta e cerca subito il fascicolo contenente tutte le informazioni sull’omicidio di Mona, trovando anche una copia del registro dei visitatori di Alison in carcere; oltre al nome di Hanna, sbuca fuori anche quello di Mike. A questo punto, Spencer va subito ad avvisare Aria, che non sa darsi spiegazioni per il gesto del fratello.
Aria, seriamente preoccupata, vorrebbe scoprire per quale motivo Mike è andato a trovare Ali in prigione, ma il ragazzo è ancora troppo scosso dalla morte di Mona, intenerendo così la sorella maggiore che, per il momento, decide di lasciarlo stare.
Hanna e Leslie si recano insieme nella camera di Mona, scambiandosi aneddoti e ricordi dell’amica che avevano in comune. A quanto pare, Leslie sapeva benissimo che tra Mona e Hanna, negli ultimi tempi, non scorreva proprio più buon sangue ma, secondo quanto l’amica le raccontava, Mona teneva davvero molto a Hanna.
 Successivamente, parte un flashback in cui Mona racconta una “storia dell’orrore”, che non è altro che un racconto di Edgar Allan Poe. Una volta tornati al presente, Hanna e Leslie decidono di lasciare la stanza di Mona, ma la seconda, prima di andarsene, prende in prestito il libro di Edgar Allan Poe appartenuto all’amica deceduta.
Hanna, dopo quel pomeriggio, sembra essersi convinta della buona fede di Leslie e così, dopo essere stata con lei a casa di Mona, la accompagna al Brew, dove le due trovano Mike, che inizia subito a urlare contro Leslie, quando si accorge che la ragazza ha preso un libro dalla camera di Mona. Leslie risulta visibilmente spaventata, ma non tanto per la reazione esagerata di Mike, piuttosto per un brutto presentimento che ha sul ragazzo: la notte prima del suo omicidio, infatti, Mona l’aveva chiamata e, in sottofondo, Leslie aveva sentito un ragazzo che le parlava con un tono molto concitato; ora, sentendo la voce di Mike, Leslie ha capito che quella sera era proprio lui a essere in compagnia dell’amica.
Hanna si reca subito da Aria e la informa di quanto successo con Leslie e Mike al Brew, così la ragazza decide di seguire il fratello quella sera stessa.
 Mike si reca su un piccolo molo isolato, dove lascia un sacchettino misterioso, per poi andarsene. Aria non aspetta nemmeno un secondo e si precipita a controllare cosa contenga il sacchetto, ma ovviamente Mike la nota e quindi torna indietro per affrontarla. A quel punto, la sorella gli chiede perché sia andato in carcere da Ali, ordinandogli infine di non tornarci mai più. Mike, allora, le dice di non impicciarsi nei suoi affari ma, soprattutto, le dice di stare molto attenta a tornare a casa, in mezzo al bosco, da sola, lasciando Aria attonita per via di quella velata minaccia.
Hanna torna a casa di Mona per rimettere a posto il libro di Edgar Allan Poe, ma scuotendolo sente che c’è qualcosa al suo interno. Infatti, aprendo la costa del libro, Hanna scopre che vi è nascosta una cassettina contenente una registrazione vocale di Bethany e, pertanto, la ascolta: la ragazza sembra molto agitata e dice al suo interlocutore che Alison ha una cattiva influenza sulle persone, anche su quelle più buone.
Caleb finisce alla stazione di polizia per colpa della fidanzata, visto che gli agenti continuano a chiedergli informazioni sul magazzino che lui dice di aver affittato. Intanto che sono alla stazione di polizia, Caleb e Hanna assistono a un litigio tra Holbrook e alcuni suoi colleghi: a quanto pare, il detective è stato sospeso per comportamento inappropriato e, probabilmente, ciò è riferito alla manipolazione dei risultati della macchina della verità di Ali.
 Gli agenti, alla fine, lasciano andare Caleb e così Hanna lo riaccompagna a casa.
Di ritorno da casa di Caleb, Hanna viene fermata da una volante della polizia guidata proprio da Holbrook che, dopo essersi avvicinato, chiede a Hanna: “Come fa una ragazza come Alison a diventare una ragazza come Alison?”. “Con anni e anni di pratica”, è la risposta della Liar. Poco dopo, Holbrook si mostra visibilmente afflitto, affermando che lui aveva una carriera appena iniziata e che stava andando piuttosto bene, ma che lei gliel’ha rovinata. Hanna, giustamente, gli dice che poteva benissimo evitare di fare il lavoro sporco al posto di Ali, come per esempio togliere tutto dal magazzino o cercare di uccidere le sue amiche alla fabbrica di gelati abbandonata, ma Holbrook ribatte dicendole che lui non c’entra nulla con le trame di Alison, poiché nei giorni passati è restato chiuso a chiave nella stanza di un hotel, con due veterani degli Affari Interni, che stavano indagando sui suoi spostamenti.
Hanna aggiorna le altre Liars su quanto accaduto con Holbrook. Ora, le ragazze devono cercare di capire chi stia aiutando Ali e, ovviamente, tutte puntano il dito su Mike, anche se Aria non è d’accordo con loro.
Mike non dà ascolto ai consigli della sorella e torna nuovamente in carcere a trovare Alison.
A si reca nella camera di Mona per prendere la cassetta con la registrazione di Bethany ma, quando scopre che non c’è più, si arrabbia molto.

## Via, via macchia dannata
- Titolo originale: Out, Damned Spot
- Diretto da: Nzingha Stewart
- Scritto da: Lijah J. Barasz

### Trama
Le Liars, più o meno costrette da Ashley, decidono di partecipare alla giornata della donazione del sangue che si tiene quella mattina alla loro scuola, tutte tranne Emily che, essendo stata per alcuni mesi a Haiti, non può donare.
 Tra una bacchettata e l’altra a Emily, che vuole mangiare i biscotti offerti dalle infermiere anche se non ha donato il sangue, arriva Mike a movimentare le cose: non si capisce bene cosa faccia di preciso il ragazzo ma, dopo che viene poco gentilmente allontanato da un’infermiera, le Liars notano che il frigo che conserva le fiale di sangue donato è stato aperto.
Le ragazze, ora, sono sempre più convinte che Mike stia lavorando per Alison, tranne Aria che, ovviamente, ancora non ne vuol sentir parlare. In più, la ragazza ha un esame di matematica ed è super agitata, tanto da non scrivere nulla e copiare tutto dal suo compagno di banco, Andrew Campbell, che alla fine dell’esame la obbliga a prendere ripetizioni da lui. Inoltre, Aria non parla più con Ezra da giorni, tanto che lui non sa nemmeno che è stata ammessa anche alla SCAD, un college di Savannah. Alla fine, Aria riesce a parlare della sua difficile situazione sentimentale con le amiche, Spencer ed Emily.
Hanna, intanto, scopre grazie a Spencer perché non le viene concessa una borsa di studio per il college: suo padre ha guadagnato più del solito, lo scorso anno, quindi per il loro reddito non ci sono agevolazioni. Hanna non vuole parlarne con la madre, visto che la donna è ancora scombussolata per la storia di Ted e Jason, quindi pensa di andare a trovare Tom, che però preferisce pagare il college a Kate, la “sorellastra” della ragazza; ma non è tanto questa scelta a deludere Hanna, bensì l’atteggiamento di suo padre nei suoi confronti, che non crede che la figlia possa fare carriera al college.
Spencer conosce il ragazzo a cui sua madre Veronica ha recentemente affittato il loro fienile, Johnny, una specie di artista che sta lavorando alla creazione di una nuova attrazione per il Brew, il bar di Ezra. Il suo spirito ribelle affascina Spencer, in crisi con Toby, che decide di iniziare a frequentarlo, andando con Johnny a pitturare un murales alla Hollis. Quando però Spencer scopre che quello che stanno facendo è illegale, si arrabbia con il ragazzo.
Emily decide di iniziare a frequentare Talia, che sembra una donna perfetta e divertente, fino a quando la ragazza non scopre che è sposata. Talia, allora, cerca di spiegare a Emily che ormai lei e suo marito non si amano più, ma che continuano a stare insieme perché lui è il suo migliore amico. Emily, a quel punto, sembra titubare circa il fatto di continuare o meno la sua relazione con la donna.
Aria sta studiando in solitaria a casa sua, quando improvvisamente sente un cellulare squillare e, guardandosi attorno, trova il telefono di Mike infilato tra i cuscini del divano: la chiamata arriva da un numero anonimo e così la ragazza, titubante, risponde. Una voce registrata le dice che un certo Hank Mahoney vuole addebitarle la chiamata dal penitenziario femminile e Aria, pensando si tratti di Alison, accetta immediatamente. Chi ha chiamato, però, attacca subito quando si rende conto che al telefono non è Mike, quindi Aria si precipita subito dal fratello per affrontarlo. A quel punto, Mike le ricorda nuovamente di non immischiarsi nella sua vita e di non dargli mai più ordini, dopo che la sorella gli ha intimato, ancora una volta, di stare lontano da Ali.
Poco dopo, Mike si scambia al computer alcuni messaggi con questo misterioso Hank, il che ci fa capire che non è Alison, dicendogli che può procurarsi quello di cui lui ha bisogno il giorno seguente. Dopo aver inviato il messaggio, Mike prende dal mini frigo presente in camera sua la lattina di una bibita, dentro alla quale è presente una fiala di sangue.
Ashley, dopo aver deciso di sposare Ted, viene presa dai sensi di colpa e perciò si confida con Jason. Ovviamente, l’uomo si arrabbia per l’accaduto e se ne va, promettendole comunque di richiamarla, cosa che però non fa. A quel punto, Ashely si ritrova quasi obbligata a lasciarlo andare definitivamente, ma Hanna glielo impedisce e la convince a richiamarlo per non farselo scappare.
Il giorno dopo, Emily sta girovagando per Rosewood, quando improvvisamente vede Mike prelevare da un ATM; la ragazza ha come la sensazione che stia per succedere qualcosa, quindi decide di spiarlo. Una volta prelevati i soldi, Mike si dimentica di ritirare lo scontrino e così Emily corre a prenderlo, leggendo l’enorme somma di denaro ancora presente sul conto del ragazzo. Emily, a quel punto, non può far altro che andare da Aria, che nel mentre sta facendo ripetizioni con Andrew: la ragazza non sa spiegarsi da dove arrivi quell’altissima somma di denaro, ben 18.000 dollari, così anche lei inizia a pensare che Mike stia aiutando Alison.
 Successivamente, quando le due Liars si accorgono che Mike ha preso la macchina per uscire, chiedono subito ad Andrew un passaggio per seguirlo, così i tre ragazzi arrivano a una tavola calda, una di quelle frequentate da motociclisti e camionisti vari, dove vedono Mike, che ha con sé una busta gialla, incontrarsi con Cyrus.
Spencer raggiunge Emily e Aria, che stanno spiando i due ragazzi fuori dalla tavola calda e, mentre le tre Liars si perdono in chiacchiere, ricevono un sms da parte di A: “Grazie per le donazioni al mio fondo entra gratis in prigione”. Le ragazze capiscono quindi che la busta che ha consegnato Mike a Cyrus non contiene i soldi prelevati dal ragazzo, ma le fiale di sangue rubate a scuola qualche giorno prima. Voltandosi, le tre Liars scoprono che Cyrus e Mike non si trovano più dentro alla tavola calda e, quando sentono in lontananza una macchina andare via, escono dal loro nascondiglio. Improvvisamente, però, sbuca fuori Cyrus che, con la sua moto, le blocca contro i cassonetti della spazzatura, chiedendo loro chi stavano seguendo e perché. Spencer gli dice subito che lui ha qualcosa che appartiene a loro e Aria aggiunge che lo rivogliono indietro. Sfortunatamente, però, Andrew accorre in loro aiuto con una mazza in mano e così Cyrus, per niente spaventato, ne approfitta per andarsene via.
Dopo quella movimentata serata, Aria non vuole rimanere a casa sua a dormire, quindi Spencer la ospita. Mentre Aria informa Hanna, che non era presente quella sera, di quanto successo alla tavola calda, Spencer va al piano di sotto a recuperare una coperta, inconsapevole che Mike la stia spiando dalla finestra.
A fine puntata, si vede A che versa il sangue presente in una fiala etichettata col nome di Hanna su uno degli indumenti di Mona.

## Il punto non è la bellezza
- Titolo originale: Pretty isn’t the Point
- Diretto da: Melanie Mayron
- Scritto da: Oliver Goldstick e Francesca Rollins

### Trama
Convintissime, ormai, che Mike stia aiutando Ali, le Liars decidono di frugare nella sua stanza per scoprire se nasconda qualcosa sul loro conto. Una volta entrate, però, le ragazze trovano soltanto una collanina che riporta una scritta in codice morse: “Im with you – sono con te”. A quel punto, Spencer ipotizza che possa essere un regalo per Alison, giusto per ricordarle che ora Mike è diventato il suo braccio destro.
Nel corso della puntata, Mike diventa sempre più una figura scomoda e spaventosa, soprattutto per il suo modo di fare sgarbato e impulsivo. Non si trattiene nemmeno con Aria che, mentre sta studiando insieme ad Andrew, viene attaccata dal fratello perché quest’ultimo ha capito che qualcuno ha frugato nella sua camera.
Aria non sa più cosa fare con il fratello e così chiede ad Andrew di seguire Mike. Il ragazzo, essendo abbastanza preoccupato per l’amica, le dice che, se ha bisogno di qualsiasi cosa, potrà certamente contare su di lui. Poco dopo, Andrew inizia a seguire Mike e il giorno successivo si incontra con Aria per spiegarle che cosa è successo: il ragazzo è andato nel bosco, precisamente dietro alla casa di Mona, dove ha nascosto una busta nel tronco di un albero.
 La sera stessa, Aria va a cercare la misteriosa busta lasciata da Mike e, con un po’ di fortuna, la trova. La ragazza la esamina e al suo interno vi trova una fiala di sangue ma, proprio in quel momento, Mike arriva sul posto e spaventa a morte Aria, che corre verso la sua macchina. Non appena torna a casa, Aria viene raggiunta dal fratello, che le spiega finalmente cosa sta combinando: Mona voleva sistemare le cose per conto delle Liars, facendo esporre A per farlo uscire allo scoperto, per questo motivo la ragazza aveva cominciato a raccogliere fialette contenenti il suo stesso sangue, per poi spargerlo in giro per tutta la casa e fingere il suo omicidio, facendo sembrare Alison la responsabile. Qualcosa, però, evidentemente è andato storto, visto che Mona è morta per davvero. Mike, successivamente, è andato a trovare Ali in prigione per capire cosa sapesse lei di A, visto che lo stalker ha fatto il doppio gioco con Mona; in più, Mike smentisce la teoria per cui Alison possa essere A, visto che, la notte dell’omicidio di Mona, Ali non era nemmeno a Rosewood, ma era stata allontanata da Cyrus, sotto richiesta dello stesso A. Aria, ovviamente, informa subito le amiche di quanto appreso, che ora pensano di dover dire tutta la verità ad Alison.
Spencer, nel mentre, passa sempre più tempo con Johnny e, quando Toby li trova a fare colazione insieme al bar della Hollis, rimane un po’ sorpreso della cosa. Questo però non ferma Spencer, visto che, dopo aver scoperto che il dipinto che i due hanno fatto illegalmente è stato portato a una galleria d’opere d’arte, aiuta Johnny a rubarlo. Lui, per errore, fa scattare l’allarme e il poliziotto che riceve la chiamata è proprio Toby che, alla fine, arresta Johnny. Spencer, però, viene coperta e Toby le spiega che la sta evitando perché la Tanner vuole usare il loro legame per risolvere le indagini sull’omicidio di Mona.
 Alla fine, Veronica paga la cauzione di Johnny, ma poi lo sbatte fuori di casa, così lui saluta Spencer baciandola.
Emily, intanto, incontra Eric, il marito di Talia: l’uomo le dice chiaramente che non gli dà fastidio che la moglie sperimenti cose nuove o che abbia storielle passeggere, lasciando la ragazza sconvolta, visto che ora si sente come se la loro fosse una relazione a tre.
Hanna, nel frattempo, si impegna per riuscire a partecipare a un concorso di bellezza e vincere i 20.000$ in palio per potersi pagare il college, così chiede aiuto a Emily, che le prepara una coreografia per la parte di ballo.
 Hanna si impegna per affrontare a testa alta il concorso, ma il primo colloquio con il coach assegnatole va male e quindi la ragazza punta tutto sul ballo. Tutti gli sforzi compiuti da Hanna, però, vengono distrutti quando Caleb trova il nome della sua sorellastra, Kate, sul foglio delle prenotazioni dell’aula in cui lei ed Emily si stanno esercitando. La Liar capisce quindi che anche Kate si è iscritta al concorso, finendo con l’infuriarsi così tanto che, alla fine, non esegue la giusta coreografia, scatenandosi invece in un ballo imbarazzante. La sua coach le dice quindi che non potrà partecipare al concorso, ma invita Emily a farlo al posto suo. Hanna, delusa e arrabbiata per quanto accaduto, torna a casa sua, dove però Emily la raggiunge per farla ragionare. In quel preciso momento, a Hanna arriva un messaggio di A: “Kate non vincerà il concorso, ma ha già vinto il cuore di tuo padre. -A”. Emily, dopo aver letto il messaggio, decide di iscriversi al concorso di bellezza e di vincerlo, per poi dare i soldi all’amica.
A, nel mentre, continua ad agire nell’ombra e, alla fine, entra in camera di Mike con l’ausilio di una chiave inglese.

## Sangue maledetto
- Titolo originale: Bloody Hell
- Diretto da: Arlene Sanford
- Scritto da: Maya Goldsmith

### Trama
Dopo aver scoperto che Mike non sta lavorando per Alison e che la ragazza non è A, Emily, Aria e Spencer si recano al penitenziario femminile per parlare con la loro amica. Ali, ovviamente, non si aspettava la loro visita, ma le ragazze sono decise a raccontarle tutto quello che hanno scoperto: in pratica, le Liars adesso hanno le prove che Alison non ha ucciso Mona, ma non possono dire niente alla polizia fino a quando non scopriranno chi sia in realtà A. Ali capisce quindi che la sua unica speranza è la testimonianza di Mike, per cui dice ad Aria che, al processo, lo farà chiamare come testimone, anche se questo lo farà probabilmente finire nei guai. Aria, che dopo tutto quello che è successo è molto preoccupata per il fratello, chiede ad Alison di aspettare ancora un po’, prima di parlarne con i suoi avvocati.
La madre scopre che Spencer è andata a trovare Alison al penitenziario femminile, pertanto le vieta di tornarci una seconda volta, visto che lei ha compiuto mille fatiche per non farla finire lì dentro. Veronica, inoltre, è riuscita a prendere contatto con un professore di Oxford e ha fissato a Spencer, per il giorno seguente, un colloquio con lui. La ragazza deve quindi partire quella sera stessa per Londra, per cui invita le altre Liars a casa sua per comunicarglielo. Aria approfitta di quella visita e chiede a Veronica pareri sulla situazione di Mike, scoprendo che, se la polizia venisse a sapere del suo coinvolgimento nel caso dell’omicidio di Mona, sicuramente il ragazzo rischierebbe grosso, visto che non ha avvisato fin da subito le forze dell’ordine del piano della sua ragazza.
Al momento, le Liars si trovano a un punto cieco delle loro ricerche e tutte e quattro sono abbastanza spaventate e confuse. Per questo motivo, Hanna ed Emily credono sia meglio dire a Veronica quello che sta succedendo, per farsi aiutare da lei, ma Spencer e Aria, invece, non sono d’accordo, anche perché Mike ci andrebbe di mezzo e, soprattutto, A potrebbe vendicarsi con lui in modo spietato.
Nel frattempo, Alison si reca nella lavanderia del penitenziario femminile e, mentre aspetta che le tute delle varie detenute finiscano il lavaggio, scrive sul tavolo il nome “Mona”. Successivamente, Ali riceve la visita di Veronica, andata a trovarla per scoprire per quale motivo Spencer sia andata a farle visita, anche se, alla fine, Veronica non crede a nessuna parola che Alison le dice, visto che, durante la sua vita, ha detto fin troppe bugie. Ali, allora, ribatte dicendole che vuole testimoniare al suo stesso processo, per raccontare finalmente tutta la verità, ma Veronica le risponde che, in quel caso, le servirebbe un bravo avvocato, in grado di istruirla al meglio, perché altrimenti nessuno le crederebbe, vista la sua reputazione. Alison, quindi, le chiede di aiutarla e Veronica, sorprendentemente, accetta.
 Poco dopo, Ali ritorna in lavanderia e trova una scritta sotto il nome “Mona”: “Ha detto tutto”.
 Più tardi, Alison sente rotolare qualcosa sotto alla sua branda e, quando si abbassa per controllare di cosa si tratti, trova una latta con all’interno una bambolina, raffigurante Ali stessa, con allegato un bigliettino: “Sei già sull’orlo del baratro, vuoi anche finirci dentro? -A”.
Aria cerca in tutti i modi di salvare il fratello e, alla fine, capisce che l’unico modo possibile per farlo è trovare A. La ragazza, allora, pensa che Cyrus possa aiutarla e così, dopo averlo rintracciato, scopre che l’uomo è finito in ospedale, a seguito di un incidente sul lavoro, quindi chiede a Hanna di accompagnarla sul posto. Anche se inizialmente non è d’accordo, la Marin alla fine accetta.
 Quando le due Liars arrivano all’ospedale, scoprono che Cyrus è ricoverato nel reparto ustioni e che non è messo affatto bene: l’uomo, infatti, è fasciato dalla testa ai piedi e solamente gli occhi e la bocca rimangono fuori dalle bende. Ovviamente, Cyrus non può parlare, ma riesce comunque a comunicare alle due ragazze che il suo non è stato affatto un incidente e, quando Aria gli chiede chi sia stato a ridurlo in quello stato, lui scrive su una bustina di garze la parola “Carjak”, ovvero furto d’auto.
 Mentre le due Liars se ne vanno, prendendo l’ascensore, Hanna riguarda la scritta di Cyrus e capisce cosa volesse dire in realtà l’uomo: “Varjak”, come Paul ‘Fred’ Varjak, personaggio di Colazione da Tiffany. Aria deduce dunque che Cyrus non ha mai preso contatti via sms o e-mail con A, ma che gli ha direttamente parlato a voce, solo che A ha utilizzato questa falsa identità di Varjak.
Aria, decisa a non fermarsi, prova a cercare qualche indizio su questo misterioso Varjak in camera di Mike e, una volta entrata, nota che al bersaglio delle freccette è appeso un foglio. La ragazza cerca allora di prenderlo, arrampicandosi sugli attrezzi da palestra del fratello, ma questi ultimi cedono e Aria cade a terra, facendosi del male. Fortunatamente, Andrew arriva proprio in quel momento e, dopo averla soccorsa, le dice che, se Mike avesse fatto allenamento in quelle condizioni, probabilmente sarebbe morto. Aria capisce allora che A sta cercando di uccidere il fratello per zittirlo, quindi scoppia in lacrime, intenerendo Andrew che, alla fine, la bacia.
Spencer arriva a Londra, dove conosce il coinquilino di Melissa e Wren.
 Più tardi, nel pomeriggio, la ragazza va al colloquio a Oxford e sembra proprio fare una bella impressione, fino a quando il professore non indica la sua borsetta, dalla quale sta colando del sangue. Spencer, spaventata, lascia lo studio del professore e chiama immediatamente Aria per raccontarle ciò che le è successo. L’amica, però, non migliora affatto la situazione, raccontandole di Cyrus; a quel punto, Spencer si vede costretta a terminare la chiamata, prima di sentirsi male. Ovviamente, A parte subito all’attacco, mandandole un sms minatorio: “Stai calma, ma attenta al tuo bagaglio a mano. C’è altro sangue a disposizione. -A”. La ragazza va nel panico più totale e torna subito all’appartamento della sorella, per controllare se nella sua valigia ci sia davvero altro sangue. Fortunatamente, arriva il coinquilino di Wren e Melissa, che riesce a farla calmare.
Nel mentre, Veronica sta ricontrollando la cartella personale di Alison e, dopo aver trovato qualcosa di sospetto, chiama subito Spencer dicendole di annullare il volo di ritorno e di restare a Londra.
Hanna decide di andare a trovare Ali in carcere, visto che, precedentemente, non era andata insieme alle altre tre Liars. Una volta arrivata, la ragazza le chiede scusa per non essere stata presente come amica, ma Alison le dice che non c’è nessun problema e che capisce anche il perché delle sue azioni. Ali le spiega inoltre che, stare così a lungo in prigione, le ha fatto capire quanto si sia comportata male con loro e che il suo atteggiamento da bulla è stata la peggior cosa che abbia mai fatto. A quel punto, Alison le chiede se può avere un’altra possibilità per ricominciare da capo e Hanna le risponde che ovviamente può concedergliela, ma solo se prometterà di dire sempre la verità, d'ora in poi. Ali accetta e così Hanna, impaziente, le chiede subito chi sia Varjak.
Talia, dopo aver affrontato Emily riguardo alla storia di Eric, decide di lasciare il Brew, tenendo il muso alla ragazza. Successivamente, però, cambia idea e capisce di non essere più arrabbiata con Emily, arrivando a lasciare Eric. Alla fine, la donna pensa che forse potrebbe ritornare con Emily, la quale, nel frattempo, è stata cacciata dal concorso di bellezza perché i giudici hanno scoperto che è amica di Alison DiLaurentis. Allora Talia, per aiutarla, arriva a ricattare la tutor di Emily: se il personale addetto al concorso di bellezza non manderà subito un assegno a Emily, lei dirà in giro per quale futile motivo la ragazza è stata costretta a lasciare il concorso.
A fine puntata, si vede A che sta riempiendo le bibbie del penitenziario con delle banconote.

## Patteggiare o non patteggiare
- Titolo originale: To Plea or not To Plea
- Diretto da: Arthur Anderson
- Scritto da: Jonell Lennon

### Trama
Emily e Aria cercano di capire come rintracciare questo misterioso Varjak, anche perché Alison non conosce nessuno che abbia quel nome e Cyrus, che forse era l’unico che poteva aiutarle per davvero, è stato trasferito in terapia intensiva, perché le sue condizioni si sono aggravate. Un’altra possibile soluzione sarebbe usare Mike, convincendolo a confessare alla polizia tutto quello che sa circa l’omicidio di Mona, il problema è che Aria non vuole coinvolgere il fratello. L’ultima cosa rimasta da fare alle ragazze, dunque, è chiedere aiuto a Ezra: magari, durante le sue ricerche per scrivere il libro sulla vita di Ali, ha incrociato per caso il nome “Varjak”. A quel punto, Aria chiede a Emily di occuparsene, visto che lei sta evitando Ezra perché ha baciato Andrew e attualmente si sente confusa.
Emily esegue il suo incarico, ma Ezra non ha mai sentito quel nome prima di allora, però ha un’altra idea: Mona ha sempre avuto lo stesso avvocato, sin da quando lavorava per A, quindi l’avvocato avrà sicuramente preso contatti con il misterioso stalker. Fortunatamente, Emily si ricorda il suo nome, quindi Ezra si offre volontario per andargli a parlare.
 Una volta preso appuntamento con l’avvocato Neilan, Ezra gli chiede se Mona fosse una sua cliente ma, a quel punto, l’uomo gli chiede di lasciare l’ufficio. Il giovane professore, allora, cerca di convincerlo in tutti i modi possibili, anche minacciandolo di andare alla polizia, ma Neilan non parla. Una volta che Ezra lascia lo stabile, l’avvocato se ne va di corsa, con fare preoccupato. Aria, Emily ed Ezra, allora, lo seguono, fino ad arrivare nei pressi di una villa molto nascosta e ben protetta. In quel preciso momento, Aria riceve un sms da parte di Andrew, che anche Ezra riesce a leggere. A causa di ciò, i due ragazzi rimangono in macchina a discutere, mentre Emily coglie al volo l’occasione di entrare nella proprietà, visto che Neilan ha lasciato aperti i cancelli.
 Finita la discussione, Ezra e Aria corrono dietro a Em, ma non arrivano in tempo e pertanto rimangono chiusi fuori. Fortunatamente, Emily riesce ad avvicinarsi alla villa e, rovistando nella spazzatura dell’avvocato, trova lo scontrino di una pizzeria: il nome del cliente sullo scontrino è Varjak e, colpo di fortuna, sotto c’è scritto anche il suo numero di telefono.
Quel poco tempo che Aria ha passato con Ezra le ha fatto apprendere fino in fondo che cosa vuole realmente dalla loro relazione: la ragazza ammette di averlo evitato per tutti quei giorni solo per ritardare la decisione finale. Aria ha infatti capito che non ha vissuto a pieno gli anni del liceo e, non volendo commettere lo stesso sbaglio con il college, decide di affrontare quell’avventura da single. Ezra, ovviamente, lo accetta, ma le chiede di rompere la loro relazione subito, perché altrimenti sarà difficile restare insieme e contare i giorni che li separano dalla rottura vera e propria.
Alison riceve una proposta dal suo avvocato: il procuratore distrettuale le concederà un patteggiamento solo se la ragazza deciderà di non testimoniare al suo processo e solo se si dichiarerà colpevole dell’omicidio di Mona; inoltre, dovrà dire il nome del suo aiutante. In tal caso, la sua pena verrà ridotta a 15 anni e, successivamente, a 10 per buona condotta. Se invece non accetterà il patteggiamento, Ali verrà sicuramente condannata all’ergastolo, visto che le prove che la incriminano sono schiaccianti. In più, la Tanner ha già in mente un possibile nome per il suo collaboratore: Hanna Marin.
Appena Veronica viene a sapere della sospetta complicità di Hanna, corre subito a informare Ashley, spiegandole che Hanna è stata vista nello stesso magazzino dove sono stati ritrovati i possibili resti di Mona. La donna, sbigottita, non sapeva nemmeno che la figlia fosse andata a trovare Alison in prigione.
Hanna, dopo aver origliato la conversazione tra sua madre e Veronica, corre da Caleb per raccontargli dell’accaduto, così il ragazzo cerca di calmarla. Ashley arriva proprio in quel momento e bussa all’appartamento di Caleb, portando via la figlia. Una volta a casa da sole, la madre le chiede di dirle tutta la verità, così Hanna ammette che qualcuno sta cercando di incastrare lei e Ali per l’omicidio di Mona.
Intanto, Alison non se la passa affatto bene, in prigione: per prima cosa, la sua cella viene messa a soqquadro e il responsabile di ciò lascia anche una scritta sul muro: “accetta il patteggiamento”; dopodiché, Ali viene aggredita nella lavanderia, mentre sta stirando diverse tute arancioni. Dopo questi fatti, Alison chiede di poter parlare con il suo avvocato, non sentendosi più sicura in quel penitenziario, ma al posto di Rebecca, il suo avvocato di sempre, si presenta Veronica, che cerca di convincerla a non accettare il patteggiamento.
Hanna si rende conto di essere sempre più a rischio, quindi Caleb cerca un modo per aiutarla: chiama il suo amico Toby e gli chiede sulla base di quali prove Hanna viene considerata l’aiutante di Alison. Toby però non può dirgli nulla, anche se alla fine gli confida che è stato rilasciato un mandato di arresto. A quel punto, Caleb cerca di elaborare un piano insieme alla sua ragazza e la miglior soluzione sembra essere quella di confessare l’esistenza di A alla tenente Tanner. Hanna, inizialmente, non è d’accordo, ma alla fine capisce che quella è l’unica via d’uscita che le resta, così i due ragazzi vanno alla stazione di polizia. Mentre aspettano di poter parlare con il tenente, però, Hanna scopre che tutti i messaggi ricevuti fino a quel momento da A sono stati cancellati dal suo telefonino. Visto che non ha nessuna prova da mostrare, la ragazza viene immediatamente arrestata.
Emily, Aria ed Ezra raggiungono Caleb e Ashley alla centrale: anche loro sono d’accordo nel rivelare l’esistenza di A alla Tanner, ma purtroppo anche i loro messaggi sono stati cancellati, tutti tranne quello appena ricevuto: “Ricominciamo tutto da capo! -A”. Emily, però, ha ancora con sé lo scontrino con il nome di Varjak, che può essere una prova.
Alison, al penitenziario, vede Hanna passare davanti alla sua cella, che la guarda con occhi pieni di rabbia e delusione; per questo motivo, forse, Ali alla fine decide di non accettare il patteggiamento.
In tutto ciò, Spencer è ancora a Londra e finalmente si incontra con sua sorella Melissa, la quale sembra essere molto cambiata, infatti la tratta perfettamente: le da consigli, le presta i suoi vestiti, non le urla addosso e non la insulta. Spencer, dal canto suo, sembra essersi davvero rilassata, in quella città, tanto che accetta pure di andare a teatro con il coinquilino di Melissa e, dopo due o tre birre e qualche tiro alle freccette, tra i due scappa il bacio della buonanotte.
 Il giorno dopo, però, la ragazza viene a conoscenza dell’arresto di Hanna e quindi si trova costretta a tornare a casa. Chiedendo a Melissa il numero del professore della St. Andrews, con cui credeva di avere un colloquio per quel giorno, scopre che in realtà non era così: sua madre Veronica aveva messo in scena quella bugia per tenerla lontana da Rosewood, per paura che Spencer venisse incolpata dell’omicidio di Mona o venisse accusata di aver aiutato Alison. La ragazza, dopo questa scoperta, è furiosa e quindi lascia la casa di Melissa, rovinando di nuovo il rapporto con la sorella maggiore.

## La melodia persiste
- Titolo originale: The Melody Lingers On
- Diretto da: Roger Kumble
- Scritto da: Joseph Dougherty

### Trama
Sembra che Alison e il suo avvocato abbiano concordato un “piano d’attacco” per l’imminente processo: Ali non dovrà raccontare la verità ma, ad almeno un giurato, dovrà far dubitare della sua colpevolezza.
Intanto le Liars, quelle fuori di prigione, cercano di capire di chi sia il numero di telefono trovato sulla ricevuta di Varjak e Spencer scopre che quel numero è lo stesso presente su alcuni ritagli di annunci trovati a casa di Ali: ora, quel numero è l’unica cosa che hanno in mano le ragazze per aiutare Alison e Hanna a uscire di prigione. Le loro ricerche vengono però interrotte da Veronica, che suggerisce a Emily e ad Aria di non andare in tribunale, al processo di Ali, mentre alla figlia lo vieta categoricamente.
Nonostante tutto, prendere contatto con Varjak resta l’obiettivo primario delle Liars, che chiedono aiuto a Caleb. Purtroppo, però, nemmeno lui, con i suoi trucchi da hacker, riesce a trovare qualcosa e così le ragazze, disperate, decidono di mandare un messaggio a quel numero, usando un telefono usa e getta.
Spencer lascia le amiche e Caleb alla loro ricerca per andare a incontrare Jason, il quale vuole parlarle del fatto che Ali non è colpevole, ma Kenneth allontana la ragazza, ordinandole di stare lontano dalla loro famiglia.
Il primo giorno del processo ad Ali arriva e l’accusa prende subito parola: l’avvocato deve convincere la giuria che Alison ha ucciso Mona e, per farlo, fa leva sulle bugie raccontante nel corso degli anni dalla ragazza, questo grazie anche a un testimone chiave, che ha rivelato che il rapimento di Ali era solo una farsa e che le sue amiche l’hanno aiutata a tenere in piedi quella bugia.
 Aria ed Emily, presenti al processo, comunicano subito il tutto a Spencer, visto che probabilmente ci andranno di mezzo anche loro, ma vengono interrotte dal padre di Alison, che le incolpa di aver spifferato tutto alla polizia.
Intanto, nel penitenziario, Ali e Hanna hanno l’occasione di passare un momento insieme, in lavanderia. Alison dice all’amica che gli annunci personali su cui appare il numero di Varjak trovati a casa sua sono veri, come anche il numero di telefono: dopo la morte di sua madre Jessica, qualcuno le ha reso omaggio su un giornale, lasciando un numero di risposta, così Ali aveva deciso di contattare quel numero, ma non lo ha mai detto prima d’ora a nessuno, visto che voleva proteggere le sue amiche. Alla fine, quella misteriosa persona degli annunci le aveva detto che sapeva chi avesse ucciso sua madre; Alison aveva pensato che, dietro a quel numero, ci fosse Mona, visto che, dopo la sua morte, i messaggi smisero di arrivarle.
 Hanna rivela tutto a Caleb non appena questi la va a trovare, infine gli dice di scappare, prima che anche lui venga coinvolto in tutta quella faccenda.
Aria, Emily, Spencer e Caleb sono al Brew e, proprio in quel momento, ad Aria arriva una chiamata dal numero di Varjak. Caleb risponde, ma dall’altra parte del telefono non parla nessuno e, al contrario, si sente solo una canzone in francese. I ragazzi, allora, si mettono subito in contatto con Hanna e le fanno ascoltare la canzone; la ragazza dice loro di averla già sentita da Mona. La prossima mossa delle Liars, quindi, è andare a cercare altri indizi a casa della Vanderwaal.
La seconda giornata di processo comincia e Jason viene chiamato a testimoniare per colpa di Spencer. Quando gli viene mostrato il video girato a casa di Mona, quello registrato mentre la stavano uccidendo, Jason sembra voler cambiare la sua testimonianza, infatti dice che, secondo lui, la sorella non ha ucciso proprio nessuno. L’accusa, allora, gli chiede se conosca la madre di Hanna e se abbia mai avuto un legame con lei e, alle risposte positive del ragazzo, l’avvocato lo accusa di essere stato raggirato da Ashley per cambiare la sua testimonianza e salvaguardare così sua figlia Hanna.
Spencer, insieme a Emily e Aria, decide di andare a casa di Mona per scoprire se c’è ancora qualcosa di nascosto nella sua stanza. Quando le tre ragazze arrivano sul posto, però, sembra che in casa non ci sia nessuno, così le Liars decidono di andare via ma, poco prima di farlo, sentono la famosa canzone in francese provenire dalla camera di Mona e decidono quindi di entrare comunque. La stanza della ragazza è stata messa sottosopra e “qualcuno” ha lasciato loro un messaggio: “Chi trova tiene, chi perde piange. Quelle tristesse. -A”. Secondo Aria, però, quel messaggio è soltanto un modo per fermare il loro tentativo di frugare nella camera di Mona, quindi le tre Liars si rimettono a cercare e, alla fine, trovano, nascosto in uno specchietto, un foglio con sopra scritte delle strane frasi: “Rituali del lampadario. La sorella ha creato il covo. Incatenata la lista del sovrano”. Le ragazze, sempre più confuse, lasciano la casa di Mona, senza accorgersi che, chi è entrato prima di loro, ha rotto il vetro della finestra con un cacciavite che ha poi impiantato nel pavimento.
 Nascosto dietro a un albero, intento a osservare le tre Liars andarsene, c’è Andrew.
Spencer e Caleb, intanto, si scambiano consigli sulle loro rispettive relazioni.
Ashley cerca di dare sostegno alla figlia ma, a quanto pare, succede il contrario, perché scopriamo quanto in realtà Hanna sappia essere forte.
La stressante giornata giunge al termine ed Emily decide di rilassarsi per qualche secondo ascoltando i messaggi vocali lasciati al Brew dai suoi clienti, grazie all’aggeggio costruito in precedenza da Johnny, il cattura segreti. Il momento di relax di Emily, però, finisce non appena la ragazza sente la registrazione della famosa canzone in francese provenire dal cattura segreti.
In una specie di laboratorio di analisi, alcuni agenti stanno analizzando il cacciavite visto poco prima a casa di Mona. Qui, veniamo a scoprire che il cacciavite è della Boo Boo's Ice Cream, la vecchia fabbrica di gelati abbandonata al cui interno Spencer e Aria sono state rinchiuse in una cella frigorifera.
Emily riceve una chiamata da Alison dal penitenziario femminile: le due non si dicono molto, infatti parlano solo della pioggia, ma la scena è molto toccante.
Intanto, A sta facendo pulizie di primavera e, alla fine, distrugge l’identità di Varjak.

## Sono una brava ragazza, davvero
- Titolo originale: I'm a Good Girl, I Am
- Diretto da: Oliver Goldstick
- Scritto da: Oliver Goldstick e Maya Goldsmith

### Trama
Il processo di Ali sta giungendo al termine e il fatto viene annunciato al telegiornale, dove i telecronisti parlano di un testimone a sorpresa. Il testimone a sorpresa altri non è che Leslie, che decide di testimoniare contro Alison, portando come prova una lettera ricevuta da Mona due settimane prima del Ringraziamento. Mona le aveva scritto che non si sentiva sicura, soprattutto in quel periodo molto difficile della sua vita; per di più, Ali la minacciava: se Mona non avesse tenuto la bocca chiusa sul falso rapimento, sarebbe stata mangiata viva dai vermi. Leslie aggiunge che la sua permanenza a Rosewood non è stata affatto piacevole, sia per colpa di Mike che delle Liars, che hanno fatto di tutto per tenerla lontana dalla casa di Mona, soprattutto Hanna.
 Leslie, con tutte le sue insinuazioni, manda nel panico più totale le ragazze, che sono presenti in tribunale. Spencer, a quel punto, esce dall’aula per avvisare Caleb degli ultimi sviluppi, ma la telefonata con l’amico viene interrotta dall’arrivo di Toby, che deve consegnare alcune carte in tribunale. Spencer non vuole quasi parlargli, mentre Toby cerca invece di creare una sorta di dialogo con lei. Gli sforzi del ragazzo, però, si rivelano inutili, visto che Emily li interrompe, poiché ha urgente bisogno dell’amica.
Aria, Emily e Spencer riescono a telefonare ad Alison e a Hanna, poi le tre Liars fuori prigione aggiornano la Marin su quanto successo al processo e così Ali racconta loro che, forse, qualcuno era al parchetto in cui si trovava lei, intenta ad aspettare Cyrus, il giorno dell’omicidio di Mona. Alison dice infatti di aver sentito qualcuno muoversi e di aver visto una giacchetta nera con sopra dei fiori rossi abbandonata a terra; pensando però che si trattasse di A, Ali è scappata senza controllare.
Emily e Spencer decidono quindi di andare al parco per controllare, ma purtroppo non trovano nulla di interessante, a parte il capo gruppo dei volontari della chiesa, che dice loro di non aver mai visto nessuno aggirarsi nel parco, ma che consegna alle ragazze il suo biglietto da visita, in caso volessero prendere parte al gruppo di volontariato.
Intanto, Aria prova a convincere Mike a non dire la verità, in caso venisse chiamato a testimoniare. Il ragazzo non sembra essere d’accordo con la sorella, però, visto che tutto quello che sa potrebbe servire a mettere fine, una volta per tutte, a quell’assurda storia. Qualcun altro sembra non essere d’accordo con il fatto che Mike testimoni: A, che fa recapitare a casa Montogomery una lingua di mucca, come a voler intimare al ragazzo di tacere.
 Aria è super preoccupata per l’accaduto e quindi chiede a Ezra di portare Mike alla sua baita sperduta fra i boschi e di passare lì con lui un paio di giorni. Successivamente, la ragazza comunica ad Andrew che ha parlato con Ezra e che gli ha chiesto di portare il fratello fuori città; per tutta risposta, Andrew si altera vistosamente.
Far restare Mike alla baita, però, non è cosa facile, visto che Caleb, dopo aver parlato con Hanna, raggiunge lui ed Ezra perché vuole riportare subito Mike a casa per fargli finalmente dire tutta quanta la verità. Il professore, ovviamente, non è d’accordo con lui, ma non può certo obbligare Mike, quindi è costretto a lasciarlo andare. Prima, però, Ezra vuole parlare un attimo da solo con Caleb, quindi chiede al ragazzo di scaricare i bagagli dalla macchina: pessima scelta, perché Mike viene rapito da A.
 Ezra e Caleb, a quel punto, cercano di seguire la macchina su cui è stato caricato il ragazzo e, alla fine, arrivano in un campo scout, dove qualcuno comincia a scoccare delle frecce verso di loro. I due ragazzi si riparano dietro a una costruzione di legno e cominciano a tirare sassi verso una direzione casuale, sperando di colpire qualcosa o qualcuno. A un certo punto, la pioggia di frecce si ferma e Mike riesce a scappare dal suo rapitore, ma percorre solo pochi metri, prima di essere messo ko da una spruzzata di spray al peperoncino.
 Successivamente, A lega Mike a un palo, lasciando che Caleb ed Ezra lo trovino e così i due, poco dopo, portano il ragazzo alla stazione di polizia di Rosewood, dove la Tanner è ancora più indisposta del solito e dice ai ragazzi di portare Mike al distretto di polizia dove è avvenuto l’incidente. Caleb, andando su tutte le furie per l’indifferenza del tenente, critica il sistema giudiziario e mostra alla Tanner la foto scattata a Mike poco prima di essere liberato, facendole capire in che situazione versava il ragazzo e cercando anche di spiegarle che, quasi sicuramente, la persona che gli ha fatto del male è la stessa che ha incastrato Hanna e Alison. La Tanner, però, gli risponde semplicemente con: “Invece che aiutare a liberare il tuo amico, ti sei messo a scattare una foto”.
Spencer ed Emily trovano una ragazza, a scuola, con indosso una maglietta che riporta il logo del gruppo della chiesa e, dal suo zaino, vedono fuoriuscire una giacca uguale a quella descritta loro da Ali. Emily non perde tempo e le si avvicina per farle alcune domande, ma la ragazza, che si chiama Kendra, pensa che la mamma di Aria abbia detto il suo segreto alla figlia, che quindi l’ha poi raccontato alle sue amiche.
Successivamente, Aria viene a sapere del malinteso creatosi con Kendra ed obbliga la madre a dirle che cosa è successo: Kendra, la sera prima del Ringraziamento, era andata a una festa dove aveva assunto delle droghe tagliate male e, siccome aveva avuto paura di tornare a casa in quello stato, aveva dormito al parchetto, fino a quando non era arrivata Ali. Spaventata, Kendra alla fine se ne era andata. Aria, allora, chiede alla madre di convincere la ragazza a confessare, per il bene di Hanna e di Alison.
Kendra, più tardi, va a trovare Spencer ed Emily, raccontando loro tutto quello che sa. Le due Liars, a quel punto, chiamano subito l’avvocato di Ali, che prontamente interroga Kendra, non ritenendola però opportuna come testimone, visto che quella fatidica sera aveva assunto delle droghe.
L’avvocato difensore anticipa la prossima mossa in tribunale: chiamare alla sbarra Alison.
 Poco dopo, Toby va da Spencer e le dice che non sceglierà mai tra lei e il suo distintivo, anzi, sarà la Tanner a decidere: lui continuerà a frequentare Spencer e non sarà certo il suo lavoro a impedirglielo, quindi, se per il tenente quello è un problema, dovrà mandarlo via.
Il processo, intanto, continua e ora Ali deve testimoniare: la ragazza, quando aveva due anni, si è rotta il braccio e la frattura non è mai guarita del tutto, per questo motivo non sarebbe mai riuscita a uccidere Mona. L’accusa ha però una prova che smentisce quell’ipotesi: un trofeo di una gara di tiro con l’arco vinta da Alison a un campo estivo.
Alla fine, la giuria si riunisce per decidere il verdetto del processo, che poco dopo arriva come una doccia fredda: Ali viene accusata per l’omicidio di Mona, mentre Aria, Emily e Spencer vengono arrestate come sue complici.
La puntata si chiude con A che gioca con le bamboline rappresentanti le protagoniste della serie.

## Benvenute nella casa delle bambole
- Titolo originale: Welcome to the Dollhouse
- Diretto da: I. Marlene King
- Scritto da: Ron Lagomarsino

### Trama
L'episodio si apre con Hanna, Aria, Emily e Spencer all'interno del furgone che deve trasferirle al penitenziario: le quattro amiche stanno parlando di come sarà, d'ora in poi, vivere in prigione. A un certo punto, però, il furgone viene assaltato e, dopo che le sue portiere vengono spalancate, le amiche vedono A che spruzza loro addosso un gas nervino per farle svenire.
Il mattino seguente, Toby sta parlando con i genitori di Spencer e dice loro che le ragazze non sono mai arrivate al penitenziario, ma che la Tanner terrà tutti all'oscuro di questo fatto, almeno finché la polizia non rintraccerà le Liars.
Peter è convinto che Alison sia A e che abbia fatto rapire le ragazze da qualcuno.
Le Liars si risvegliano ognuna nella rispettiva camera da letto ma, dopo essersi rese conto di essere bloccate all'interno delle loro stesse stanze, cercano invano di uscire. Tuttavia, le porte si aprono da sole poco dopo e una strana voce metallica ordina alle ragazze di lasciare le proprie camere e di seguire un sentiero luminoso. Una volta uscite in corridoio e dopo essersi ritrovate, le quattro amiche superano una porta al termine del sentiero luminoso, che si affaccia su una riproduzione perfetta del salotto di Alison. Al pianoforte è seduta una ragazza bionda, vestita come Ali la notte della sua scomparsa, con il viso coperto dal calco facciale di Alison: dopo un attimo, la ragazza si toglie la maschera e, con sorpresa, si scopre essere Mona. Le Liars restano molto confuse dalla cosa, perché sembra loro che Mona stia recitando la parte di Ali, quindi cercano di scoprire che cosa sia successo alla loro amica creduta morta, ma quest'ultima continua a comportarsi come la DiLaurentis.
 Mona, successivamente, conduce le quattro in una stanza con al centro un tavolo e poi le costringe a giocare a uno stupido gioco interattivo, ma tutte si rifiutano di farlo. A quel punto, A fa partire un allarme assordante: Mona dice alle Liars di tornare ognuna nelle rispettive stanze, per fermare quella sirena fastidiosa.
Nel frattempo, Caleb, con l’aiuto di Toby ed Ezra, cerca di rintracciare il furgone che doveva portare le ragazze al penitenziario e, scoperta la tratta in cui il veicolo è stato raggiunto da A, il ragazzo cerca di collegarsi a una telecamera vicina a quella strada. Alla fine, Caleb riesce nel suo intento e, insieme a Toby e a Ezra, cerca di ottenere un fotogramma di A da mostrare poi alla Tanner, ma lo stalker è più veloce di lui: hackera il sistema della telecamera, facendo comparire sullo schermo uno stupido video-cartone.
Toby informa comunque la tenente Tanner che le Liars sono state rapite, ma la donna non gli presta ascolto e ordina l'arresto di Caleb, poiché quest'ultimo ha hackerato, senza permesso, il sistema della polizia per rintracciare il furgone. Caleb, tuttavia, riesce a convincere la Tanner che può riuscire a penetrare il segnale di disturbo di A e scoprire chi è stato a rapire le Liars. Il tenente, allora, lo lascia fare e così Caleb scopre che il covo di A si trova nella vecchia fattoria di proprietà dei genitori di Andrew, i Campbell. A quel punto, il ragazzo, insieme a Toby, Ezra, Peter e Veronica, tutti scortati dalla polizia, entra nella fattoria dove, successivamente, vengono ritrovati alcuni schermi che riprendono in diretta le ragazze, attualmente tenute prigioniere nella Casa delle Bambole di A.
Durante la notte, Mona entra nelle varie camere delle Liars e rivela loro che, ogni sera, l'elettricità si sospende momentaneamente per tre minuti e che, in quel ritaglio di tempo, possono riuscire a fuggire. Ma le ragazze, assetate di risposte, si fermano a parlare con Mona, la quale rivela loro che A vuole che lei interpreti Alison a tutti i costi. A causa di questa chiacchierata, l'elettricità riprende e le Liars sono costrette a tornare nelle rispettive stanze.
Il mattino dopo, Mona si sveglia e trova un biglietto con sopra scritto: "Perché sei la mia preferita. -A", con allegata una maschera antigas.
Successivamente, le cinque ragazze vengono condotte in un vecchio magazzino, situato sempre nei meandri della Casa delle Bambole, dove vengono “costrette” da A a organizzare il loro personale ballo scolastico dell'ultimo anno. Mona, fingendo di voler scrivere il nome della reginetta su un biglietto, chiede alle Liars se per caso anche loro hanno ricevuto una maschera antigas da A, scoprendo così che le altre non l'hanno affatto ricevuta.
Mentre lavorano ai preparativi del ballo, Spencer ed Emily fingono una lite per dare il tempo a Mona di prendere alcuni attrezzi necessari a mettere in atto il loro piano di fuga. In seguito, Mona e Spencer rivelano alle altre Liars l'idea che hanno avuto: hanno costruito un aggeggio che è in grado di bloccare temporaneamente l'elettricità, per permettere loro di fuggire dalla Casa delle Bambole.
Quella notte, sognando, Spencer risolve l'anagramma nascosto nei cubi colorati collocati nella sala dei giochi della Casa delle Bambole e il nome che le compare in sogno è maschile: Charles.
Durante il finto ballo di fine anno, le Liars mettono in atto il loro piano di fuga, riuscendo a entrare in una stanza piena zeppa di ricordi di Charles di quando era bambino. Qui, Spencer riesce a vedere un filmato girato nella fattoria dei Campbell, che ritrae Jessica con in braccio Alison neonata, insieme a Jason e a un altro bambino molto simile a quest'ultimo: Spencer resta sconvolta e attonita da quella rivelazione.
Quando finalmente le ragazze riescono a fuggire dalla Casa delle Bambole, purtroppo si rendono conto di non poter scappare per davvero, perché l’esterno dell'abitazione è circondato da un’altissima rete metallica ed elettrificata: sono ancora in trappola!
- Guest star: Ian Harding (Ezra Fitz), Tyler Blackburn (Caleb Rivers), Keegan Allen (Toby Cavanaugh), Lesley Fera (Veronica Hastings), Nolan North (Peter Hastings), Andrea Parker (Jessica DiLaurentis), Roma Maffia (Linda Tanner), Brandon W. Jones (Andrew Campbell).